# Emléktáblák Miskolcon
Miskolc szócikkhez kapcsolódó képgaléria, amely helyi, országos vagy nemzetközi hírű személyekkel, valamint épületekkel, műtárgyakkal, helynevekkel és eseményekkel összefüggő emléktáblákat tartalmaz.

## Emléktáblák

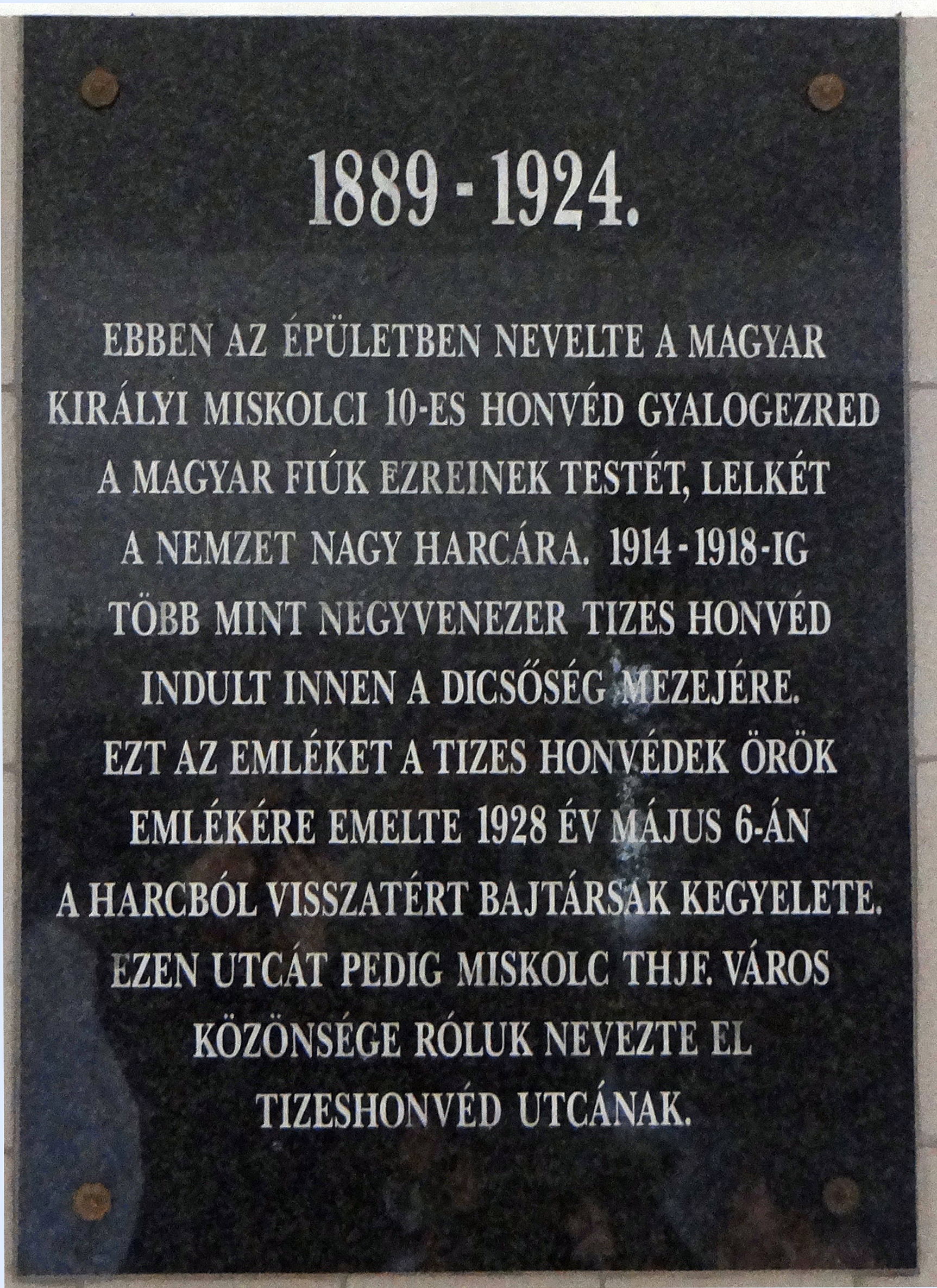
10. honvéd gyalogezred, Herman Ottó Gimnázium, Tizeshonvéd utca 21.
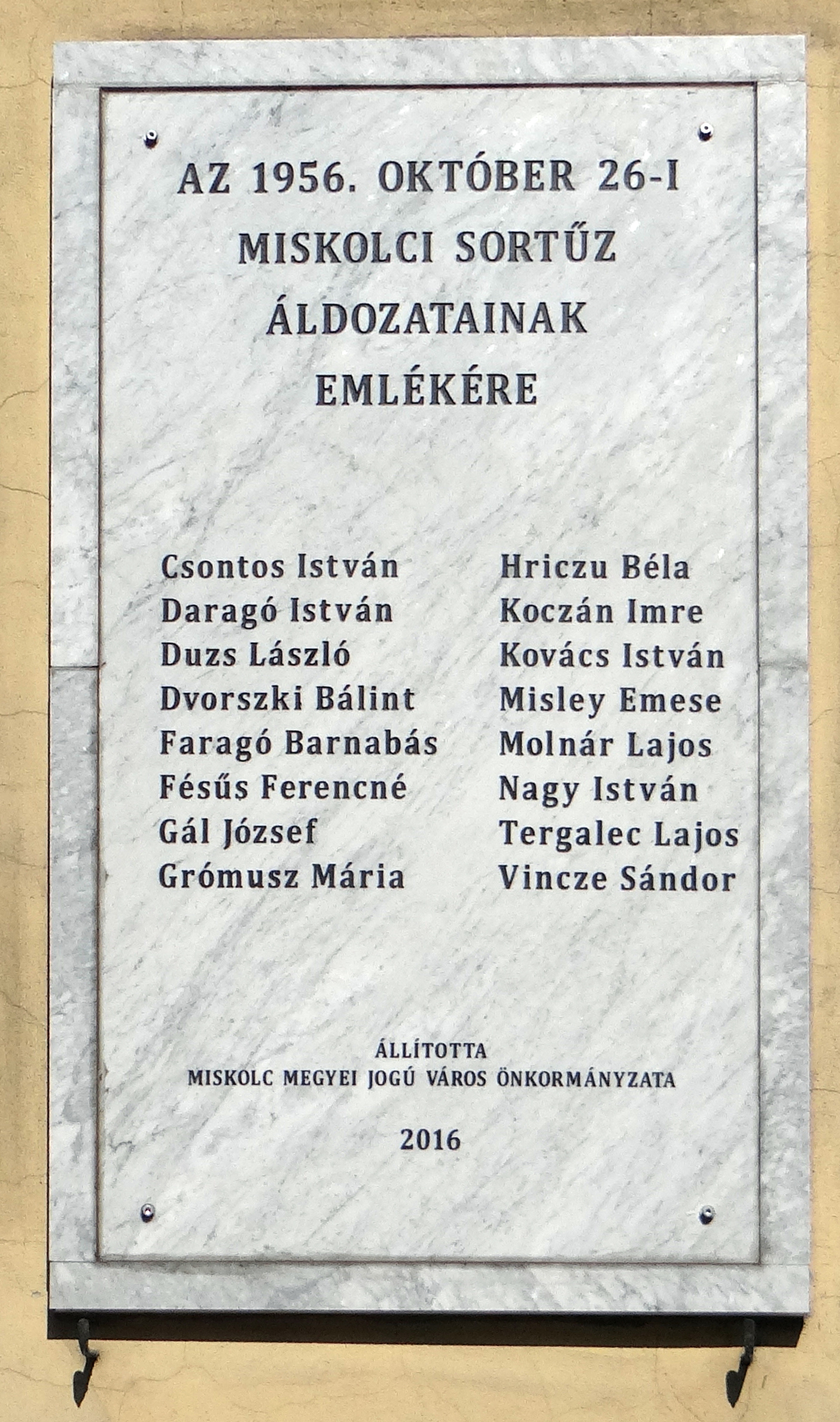
Az 1956. október 26-i sortűz áldozatai, Zsolcai kapu
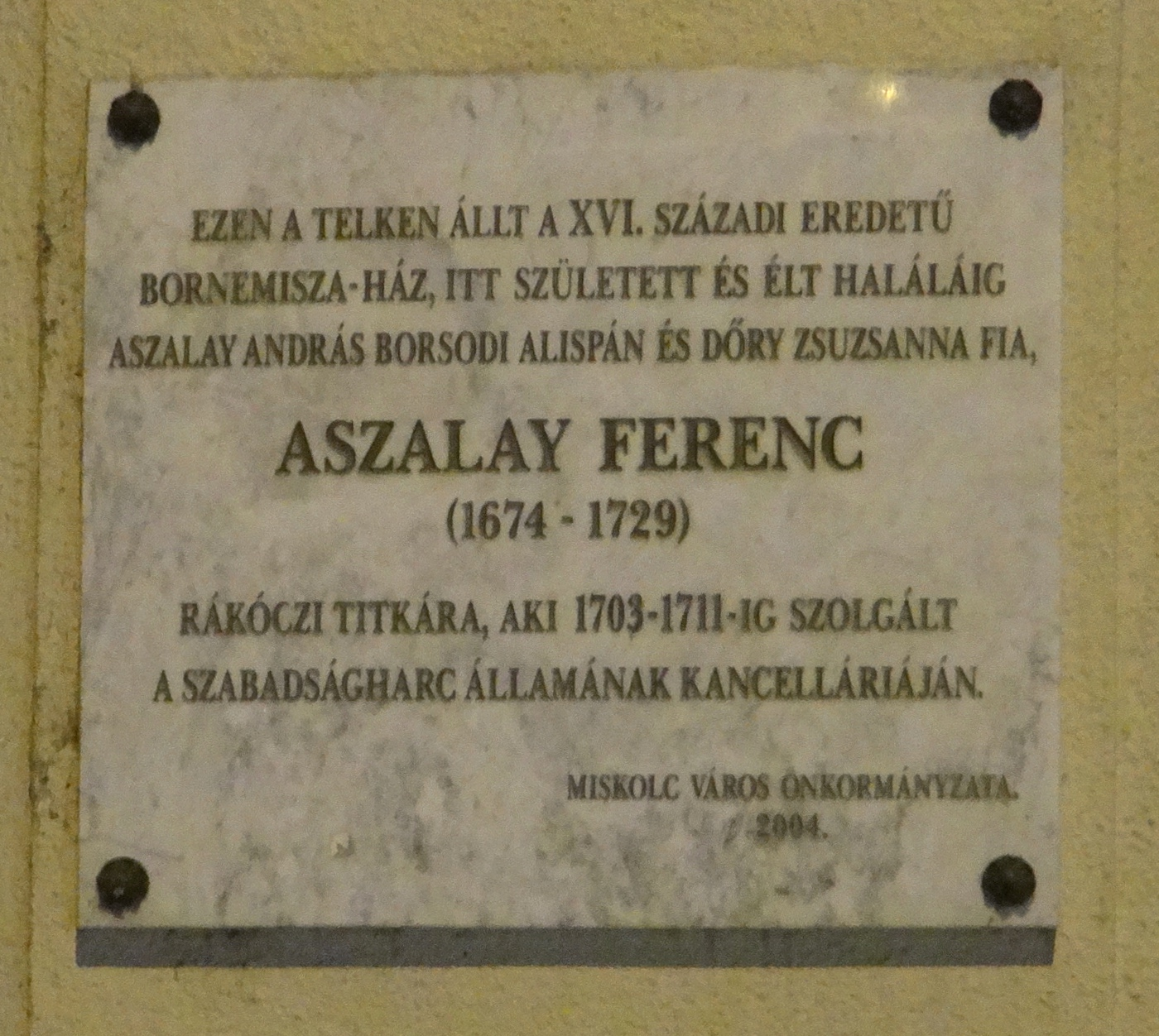
Aszalay Ferenc, Széchenyi utca 10.
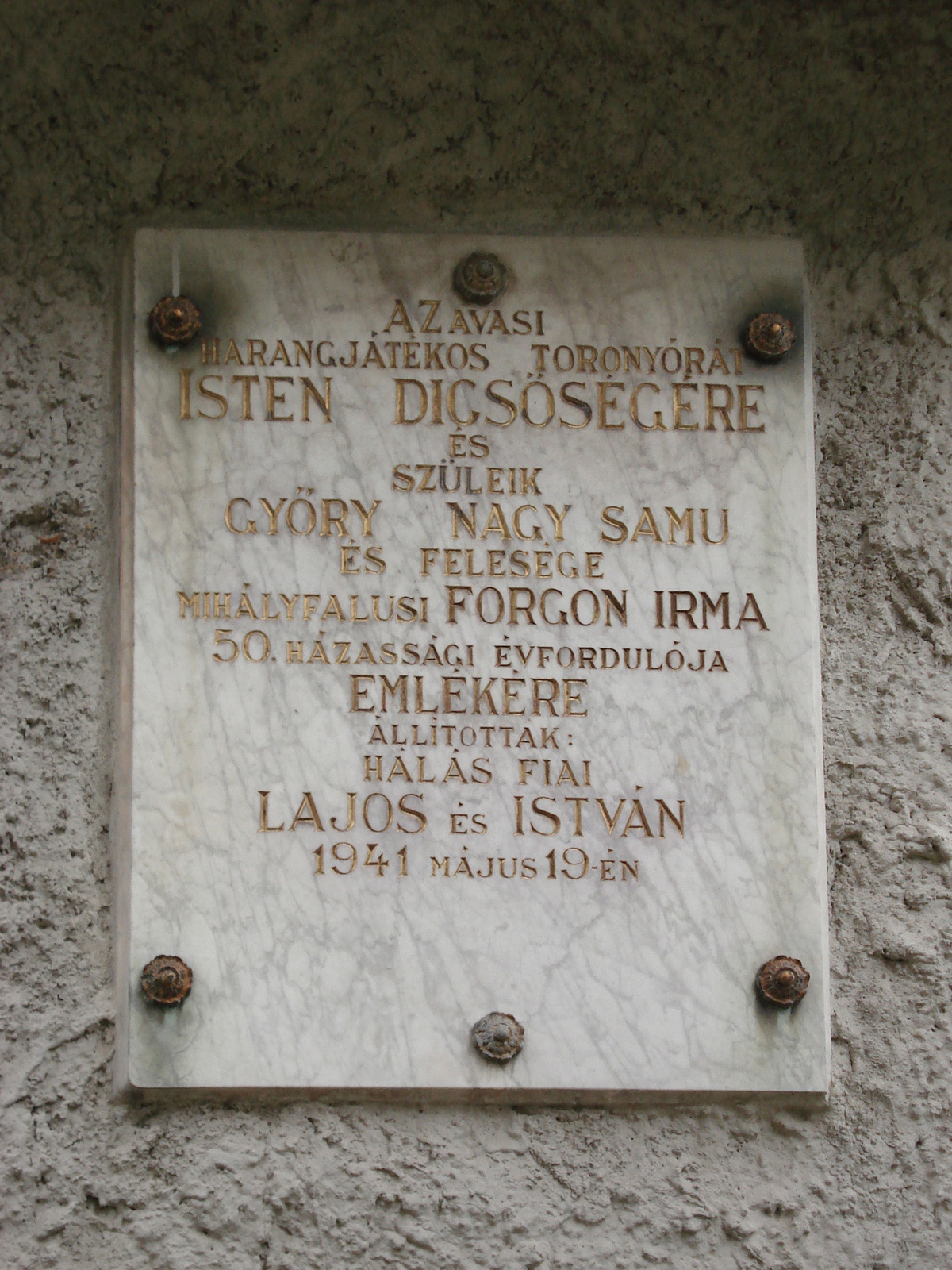
Avasi harangtorony, Papszer
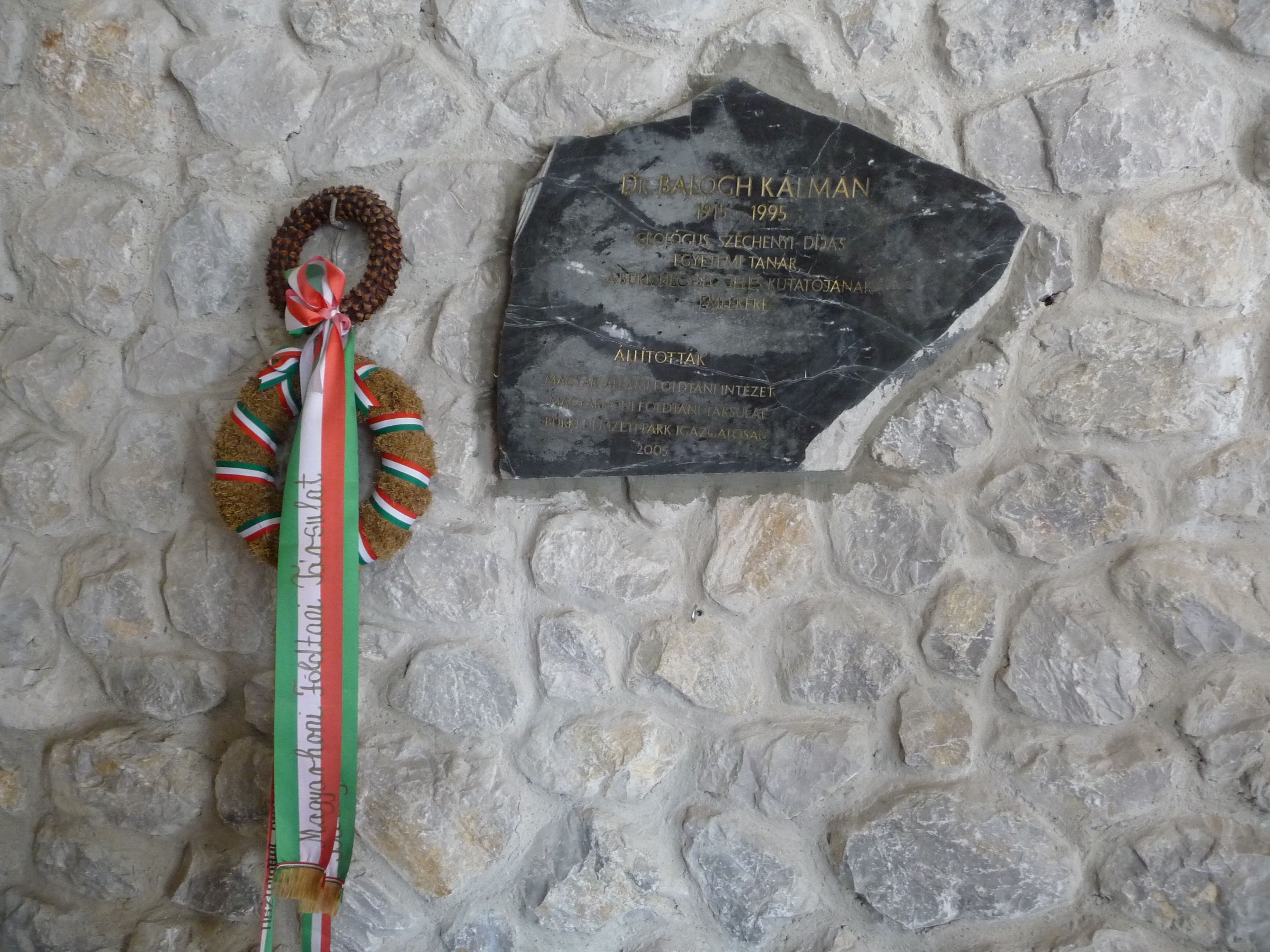
Balogh Kálmán, Erzsébet sétány 4.
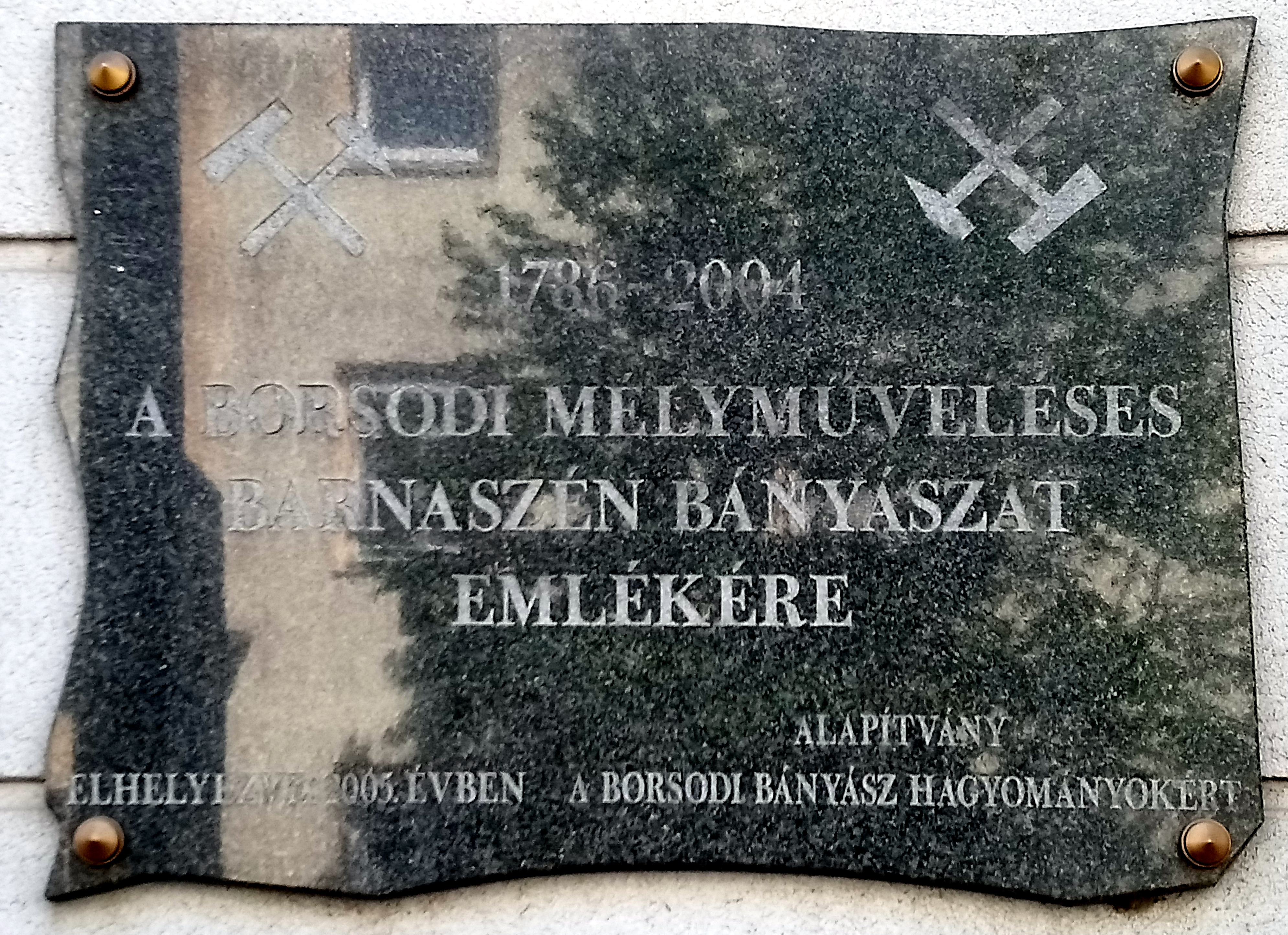
Barnaszén bányászat, Soltész Nagy Kálmán utca 5.
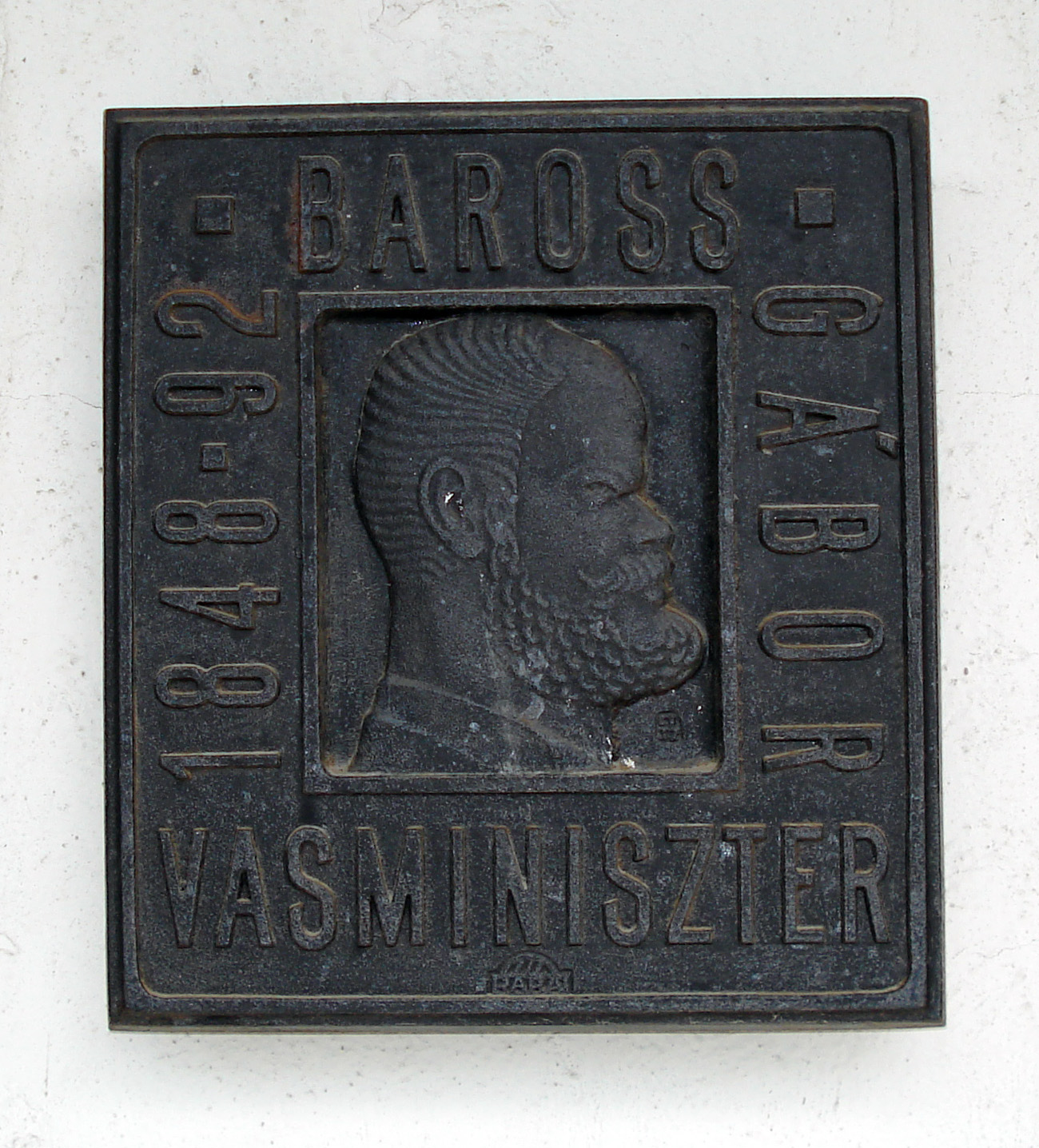
Baross Gábor, Rácz Ádám utca 54–56.
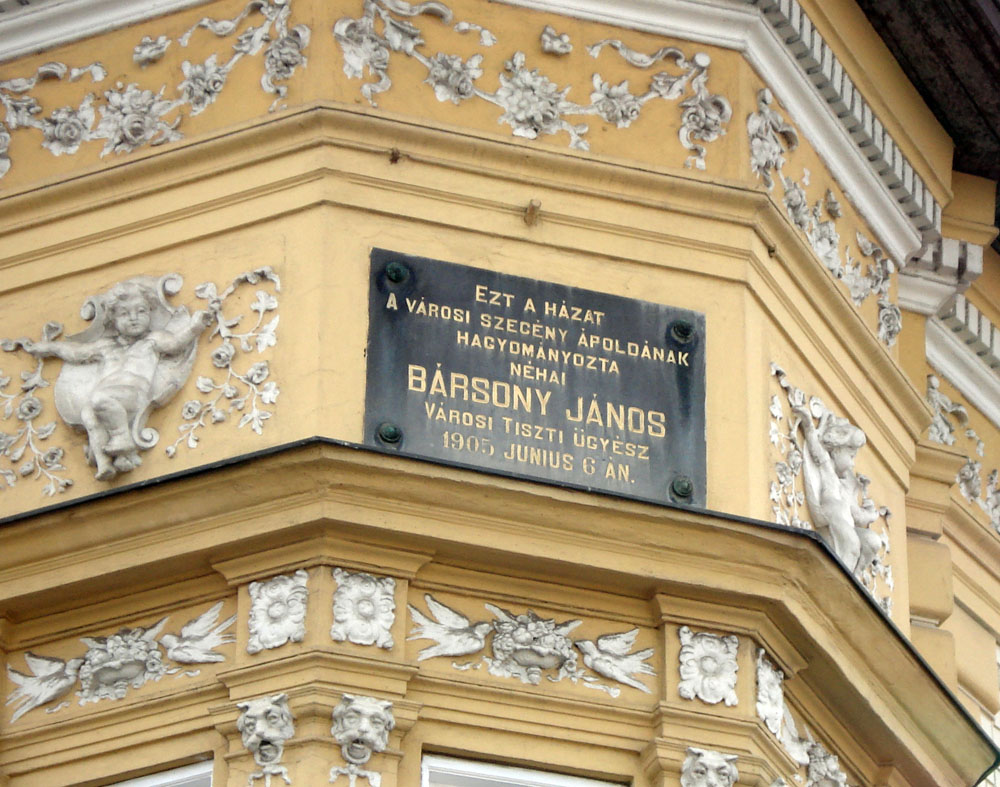
Bársony János, Rákóczi Ferenc utca és Kálvin utca sarok
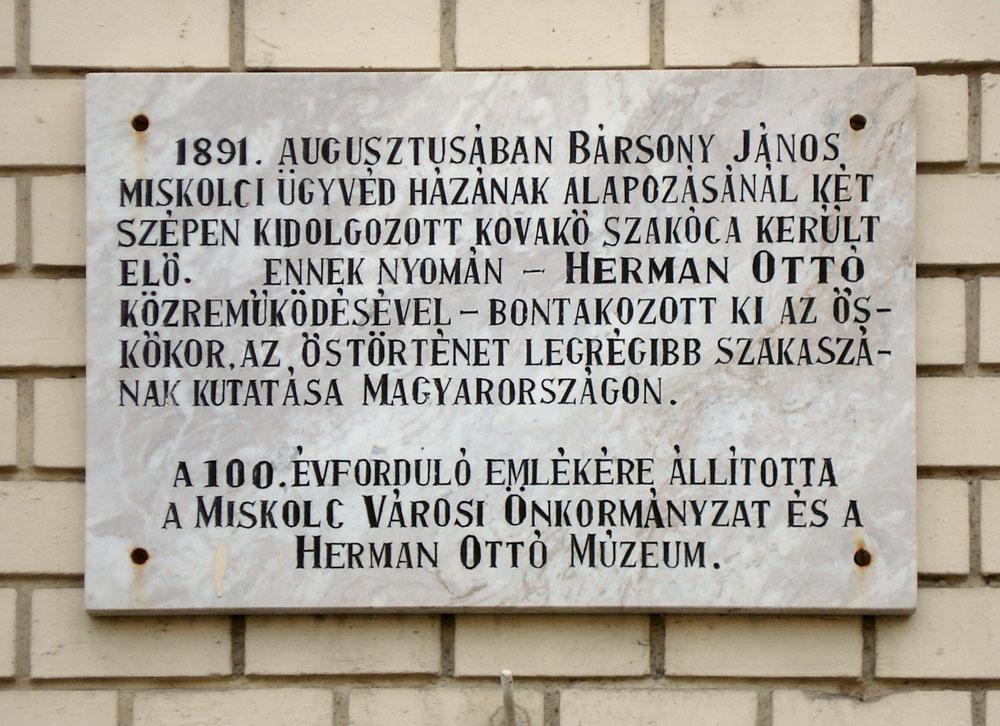
Bársony János egykori háza, Rákóczi Ferenc utca és Kálvin utca sarok
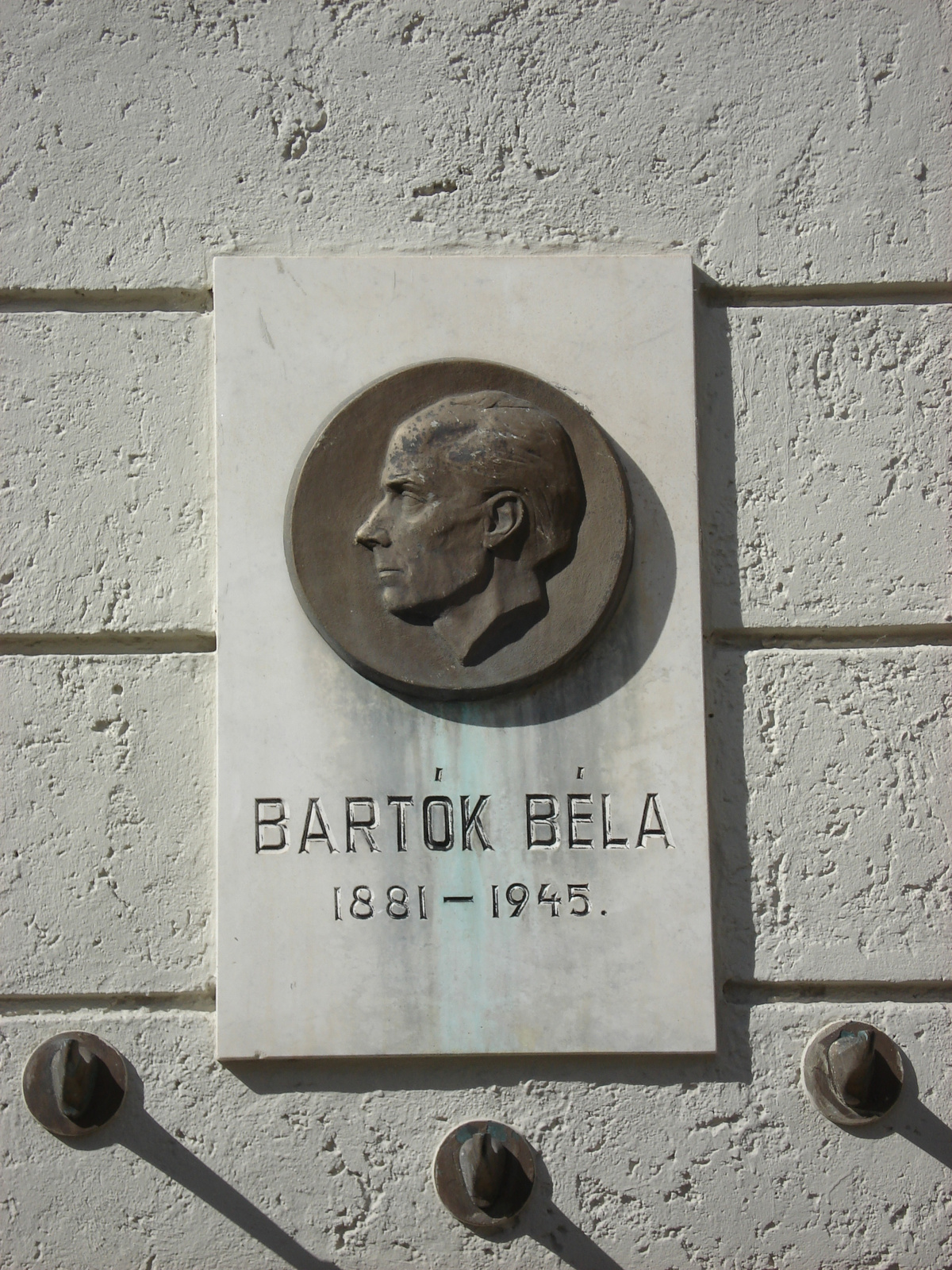
Bartók Béla, Hunyadi utca 7. alkotó: Seres János
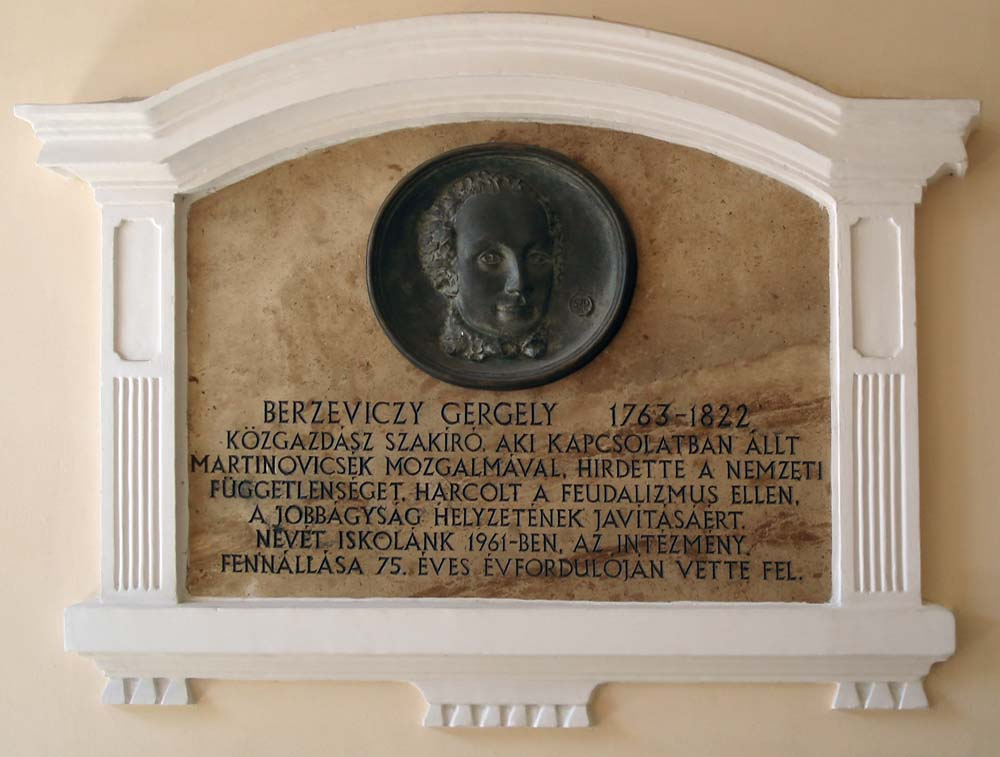
Berzeviczy Gergely, Hősök tere 1. alkotó: Szanyi Péter
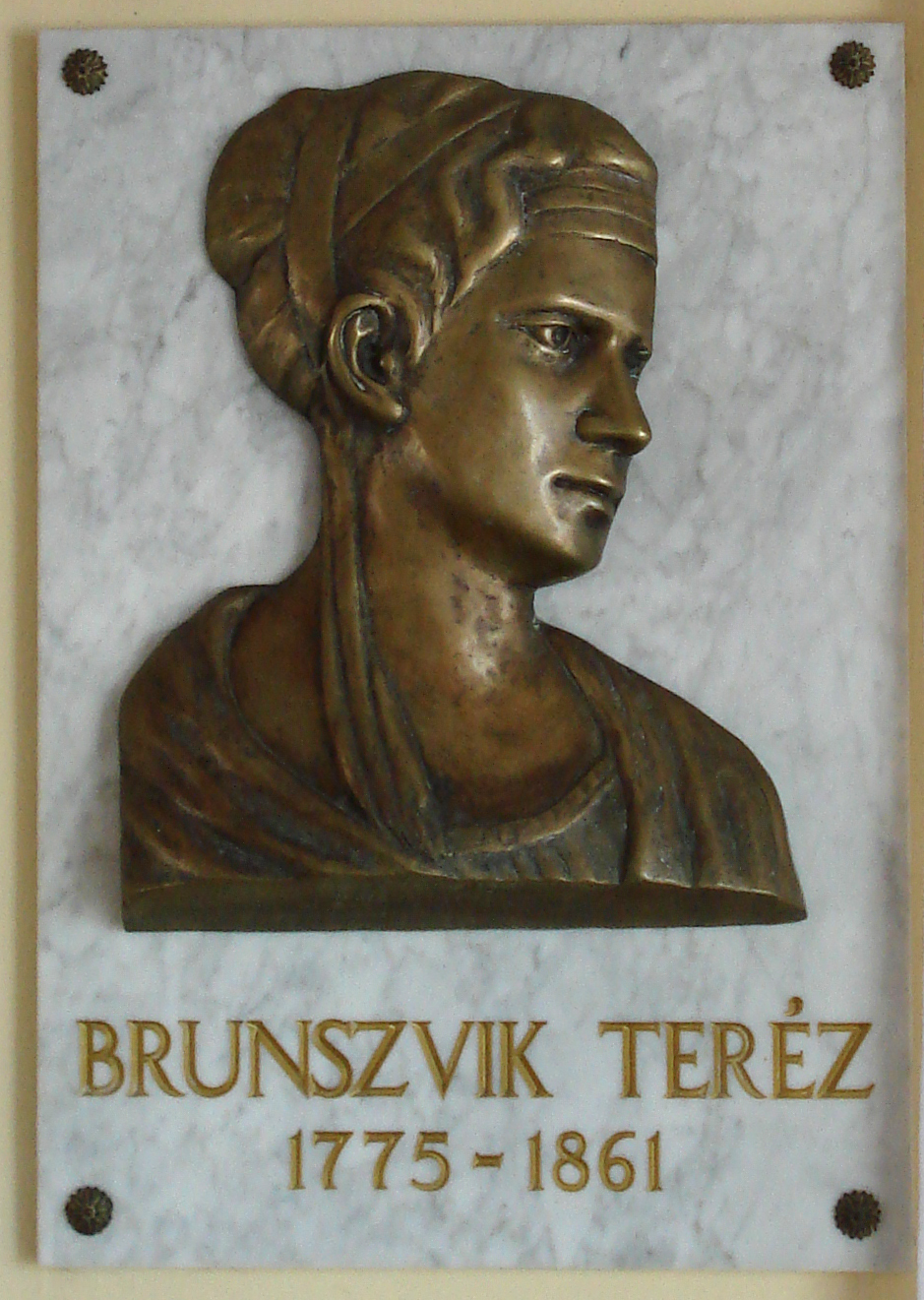
Brunszvik Teréz, Mátyás király utca 17. alkotó: Jószay Zsolt
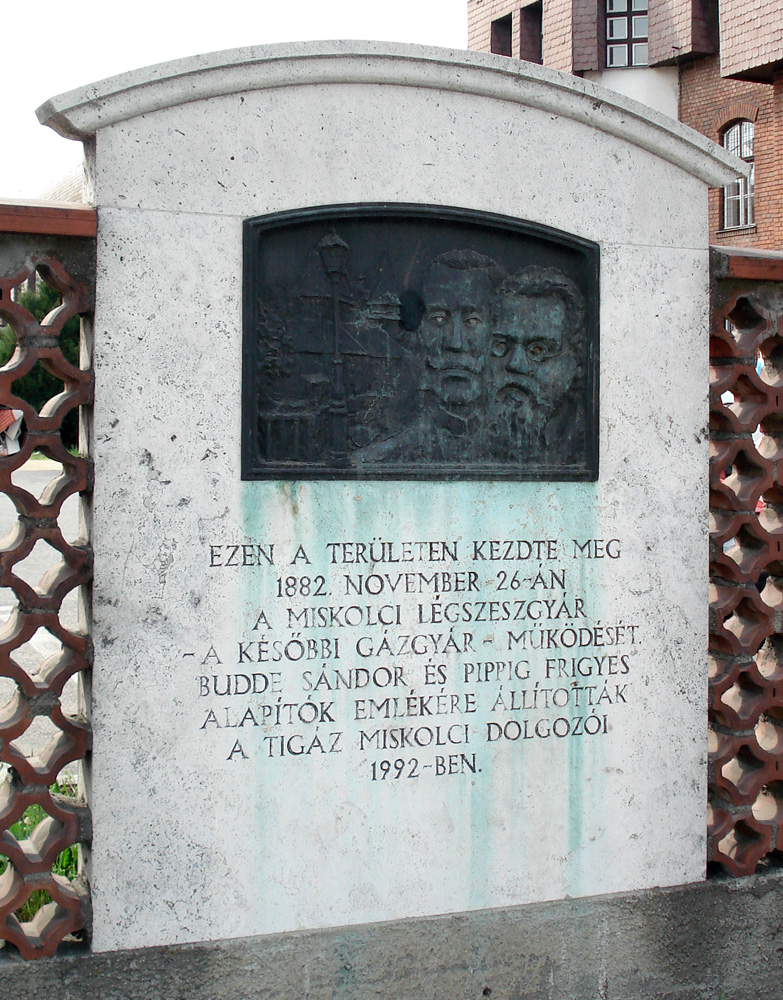
Budde Sándor és Pippig Frigyes, József Attila utca 20. alkotó: Szanyi Péter
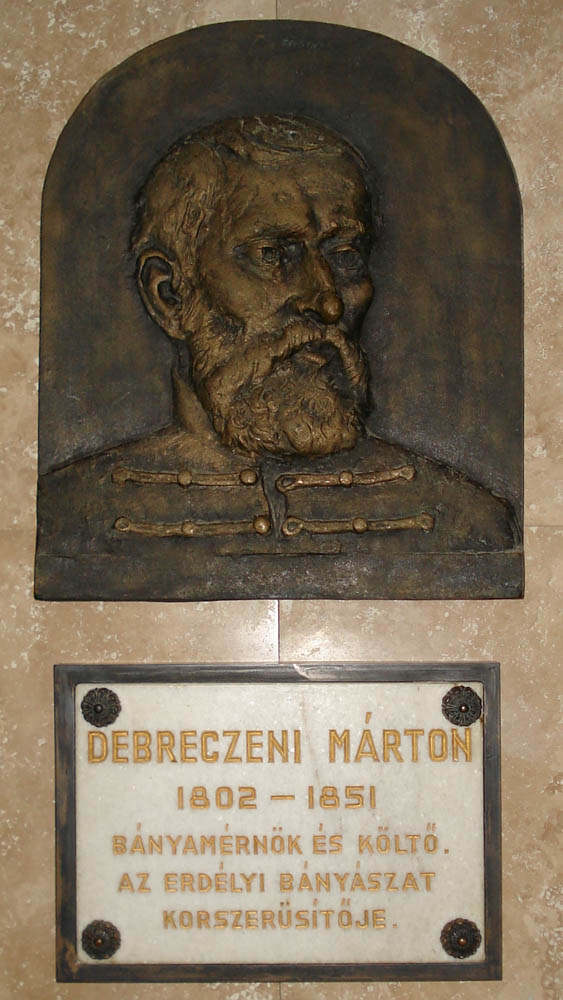
Debreczeni Márton, Debreczeni Márton tér 1. alkotó: Varga Éva
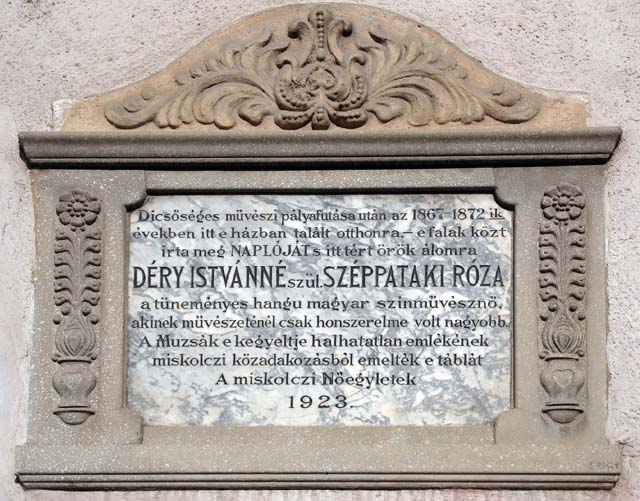
Déryné-ház, Hunyadi utca 52.
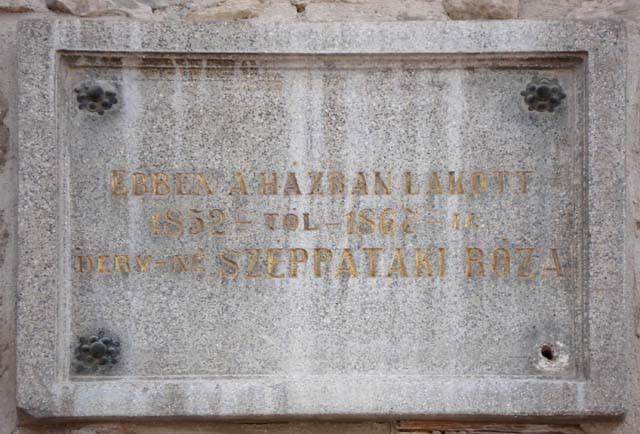
Déryné-ház, Vár utca 24.
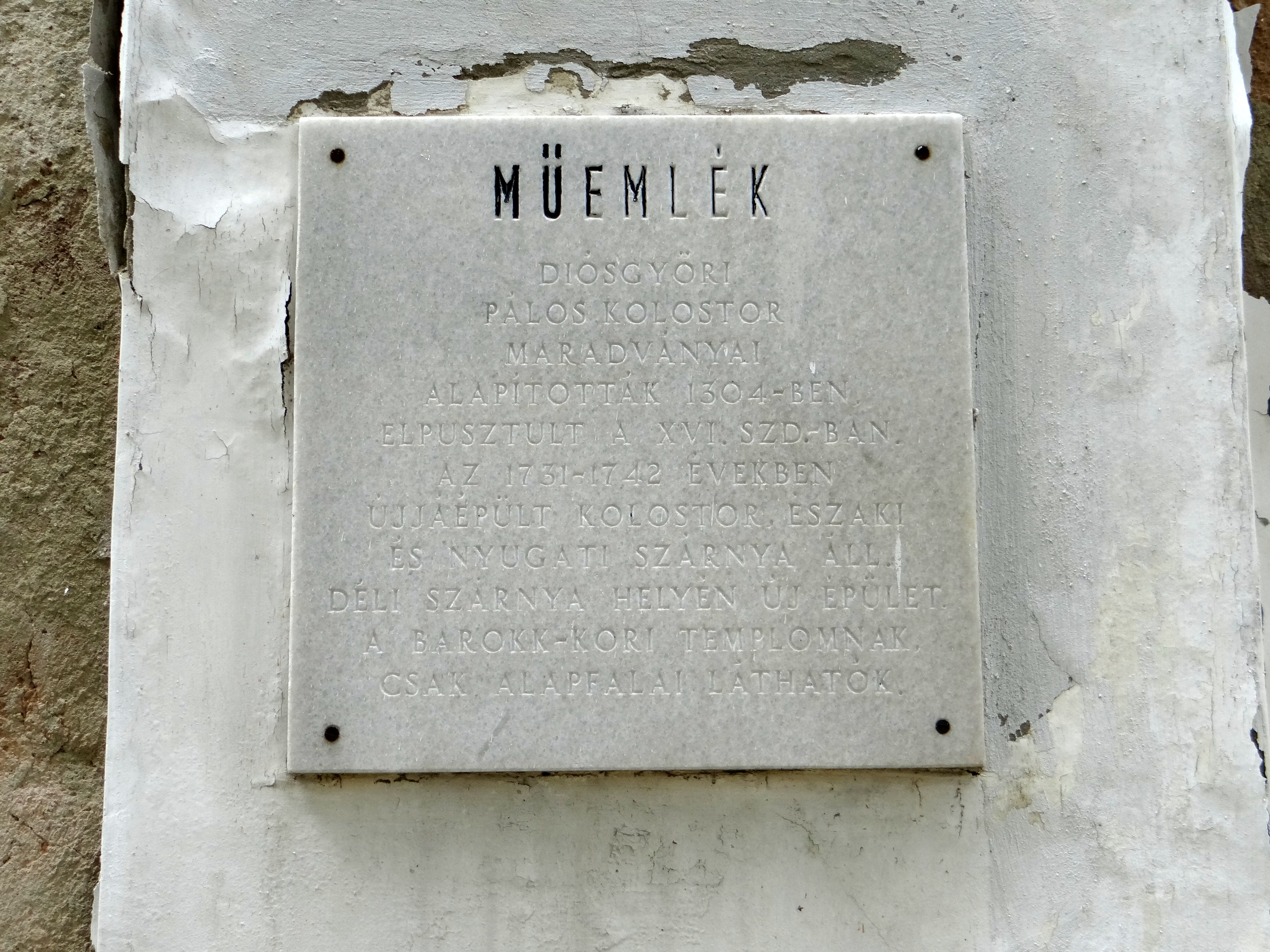
Diósgyőri pálos kolostor, Diósgyőr
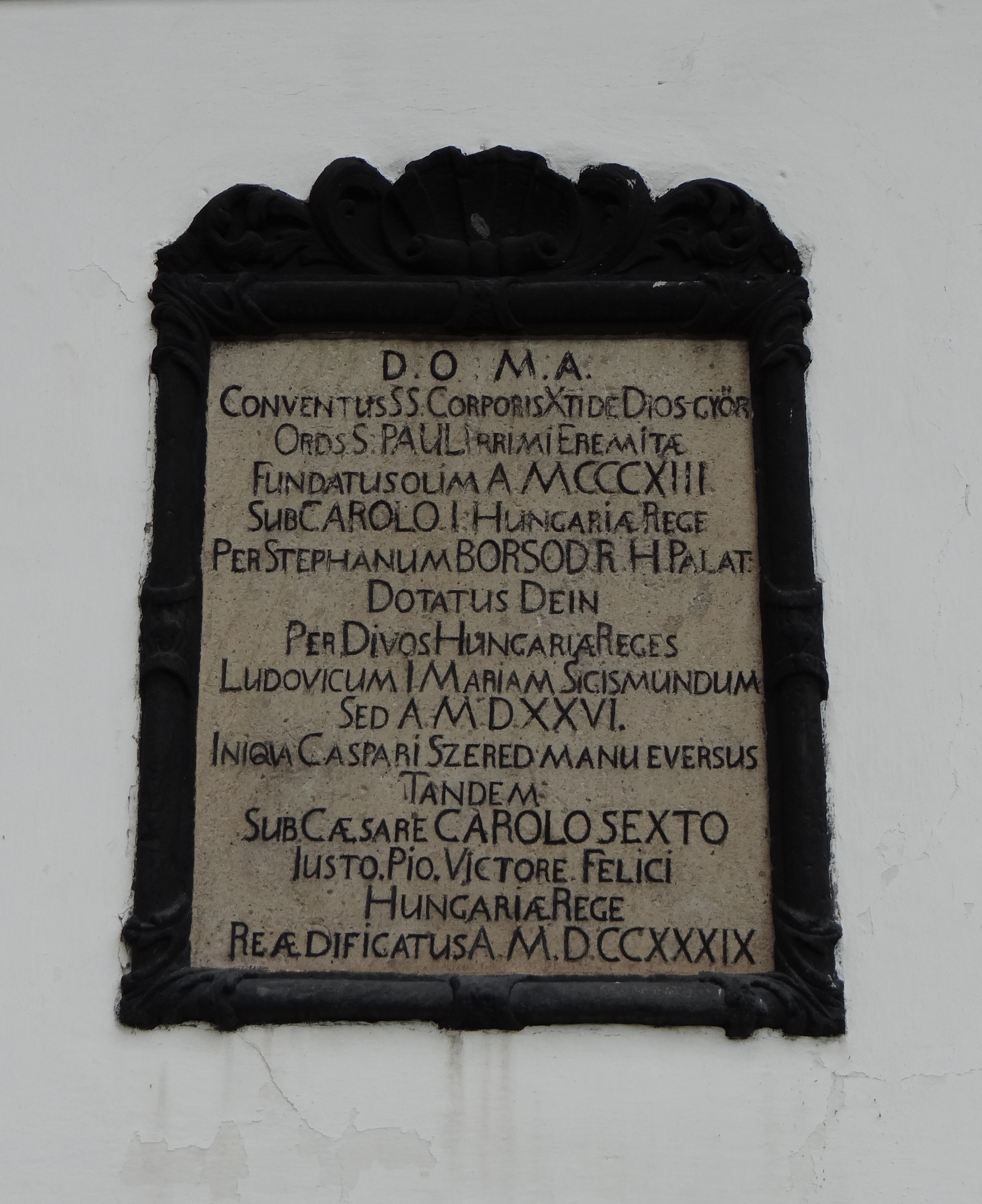
Diósgyőri pálos kolostor, Diósgyőr
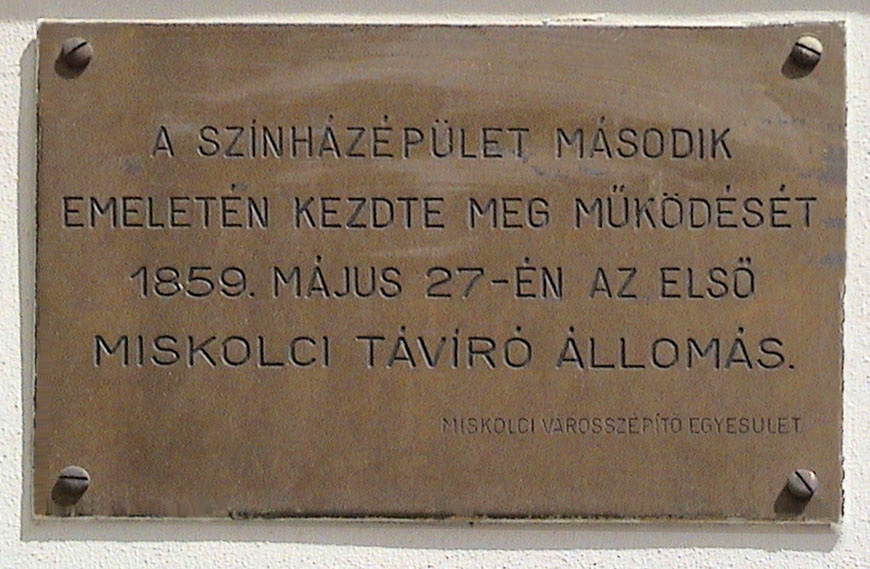
Első miskolci távíróállomás, Déryné utca 1.
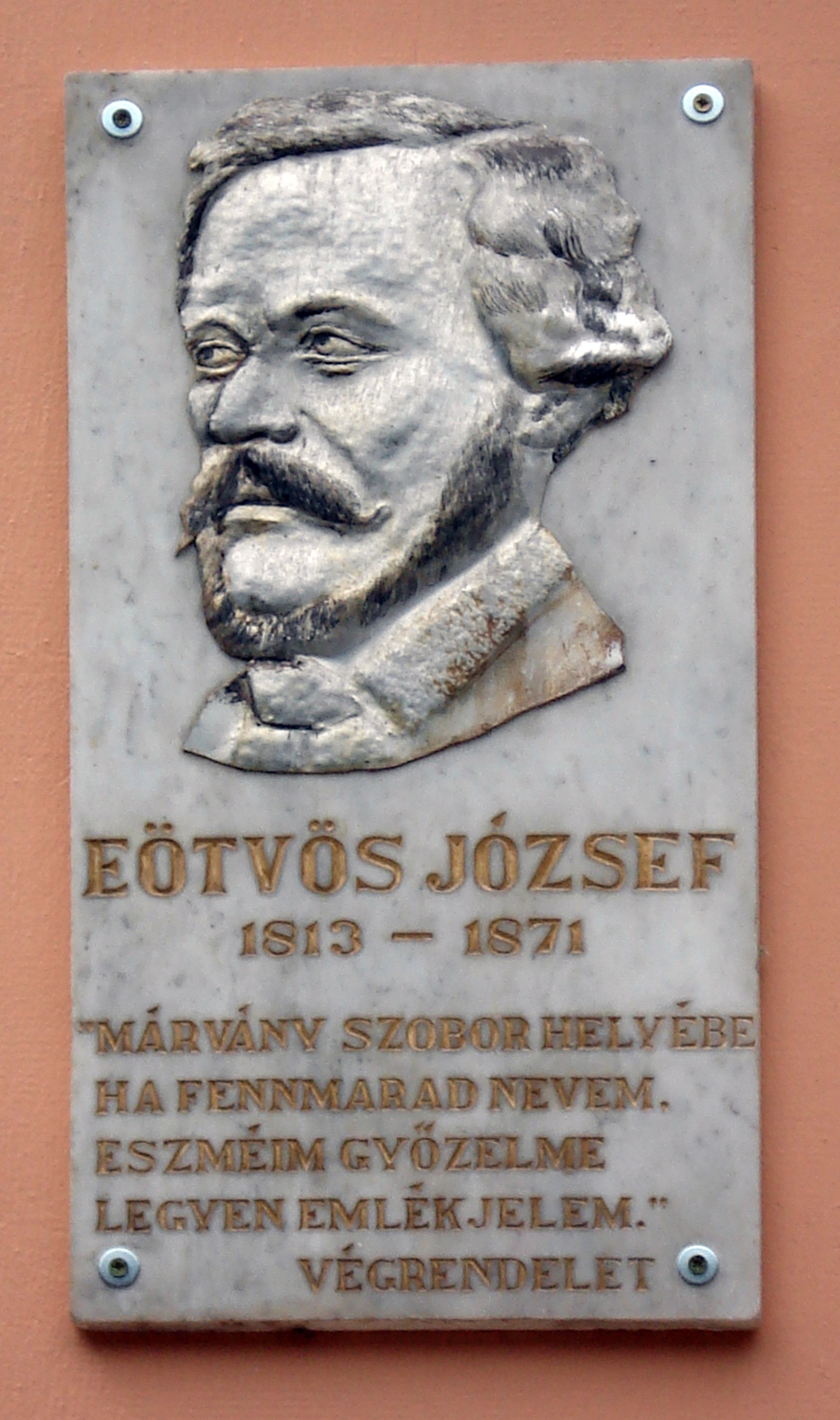
Eötvös József, Gagarin utca 54.
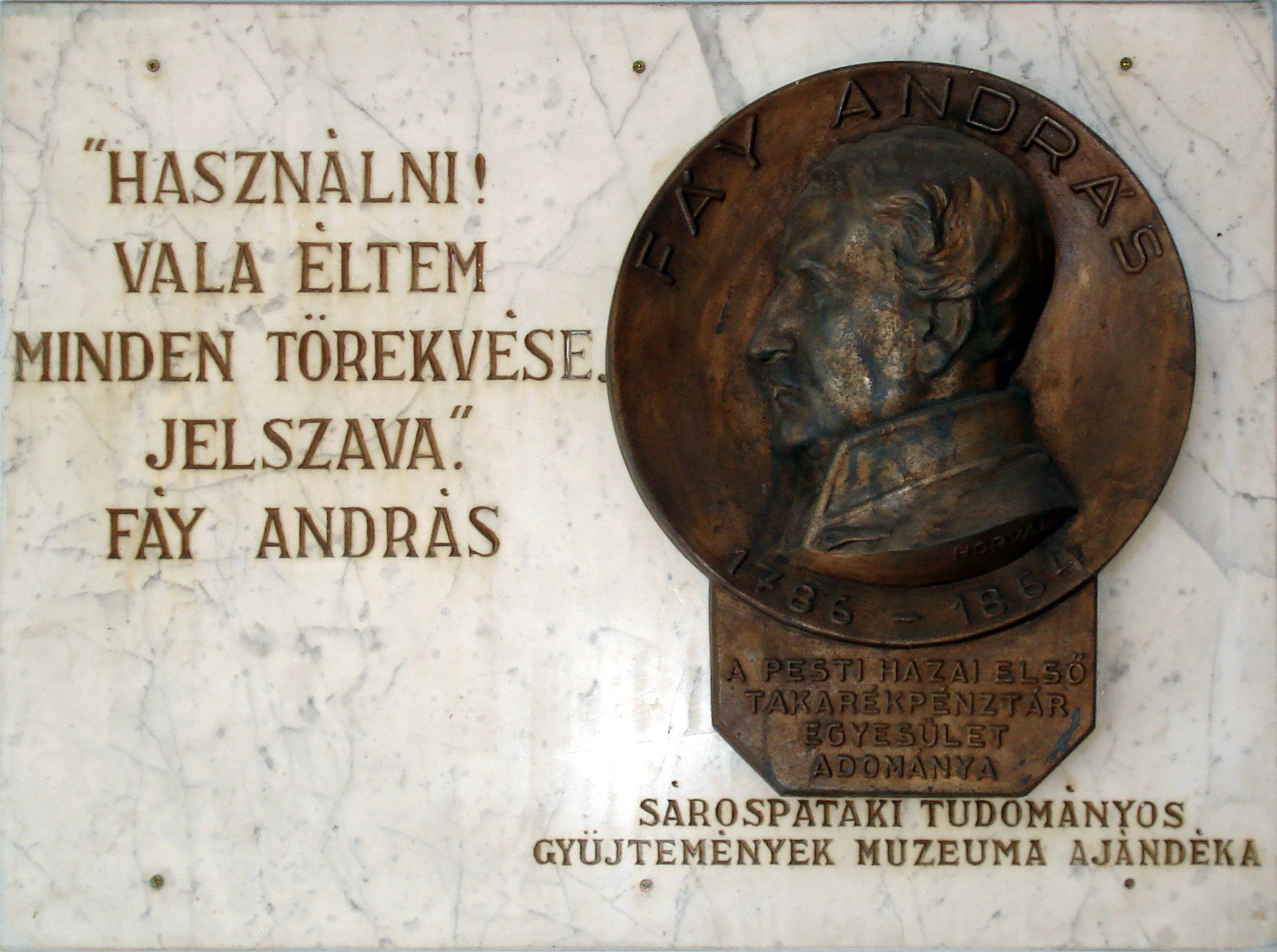
Fáy András, Jászi Oszkár utca 1. alkotó: Horvay János
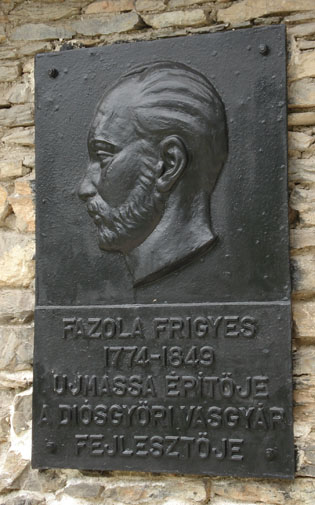
Fazola Frigyes, Vásárhelyi István sétány (Massa Múzeum) alkotó: Csernyei István
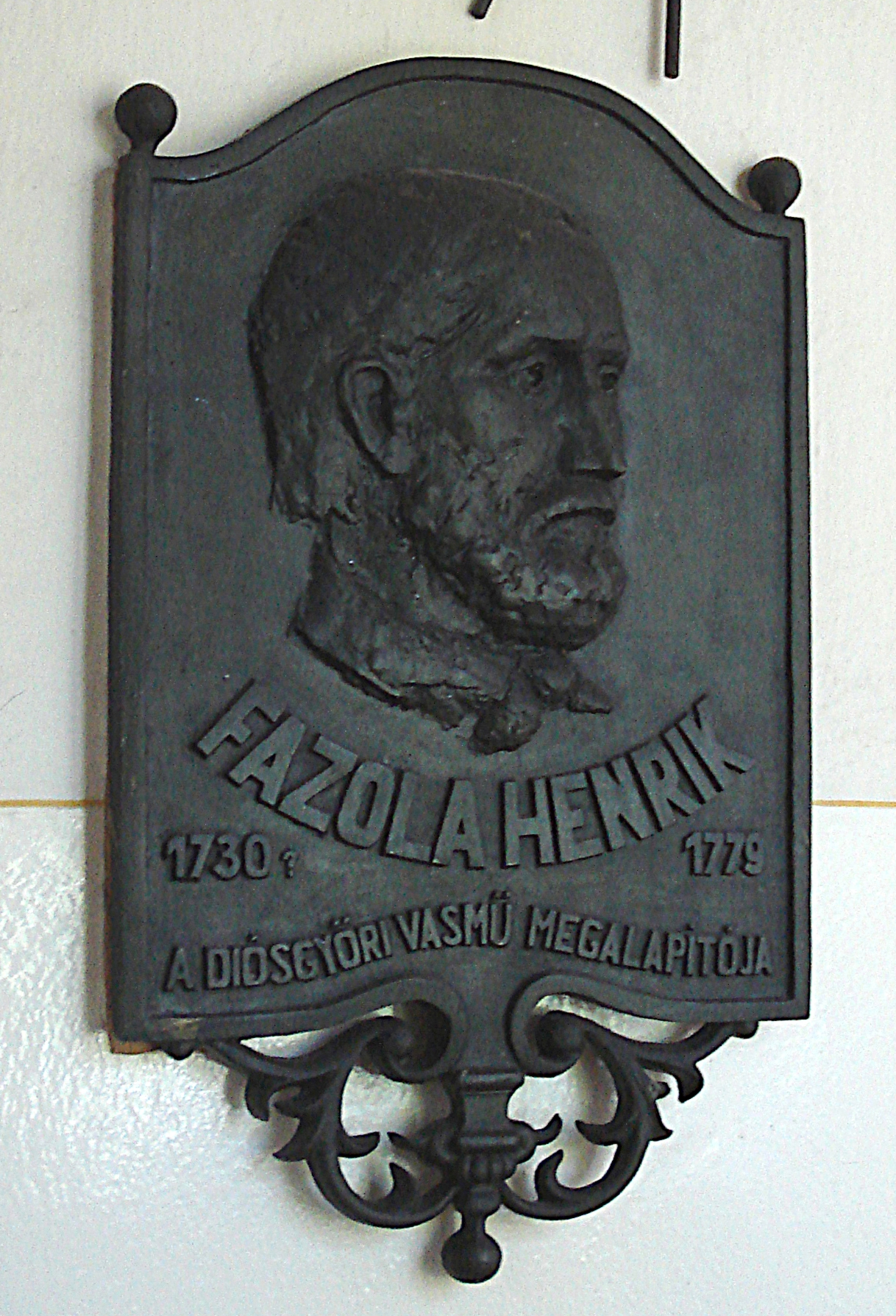
Fazola Henrik, Téglagyári utca 3. alkotó: Varga Éva
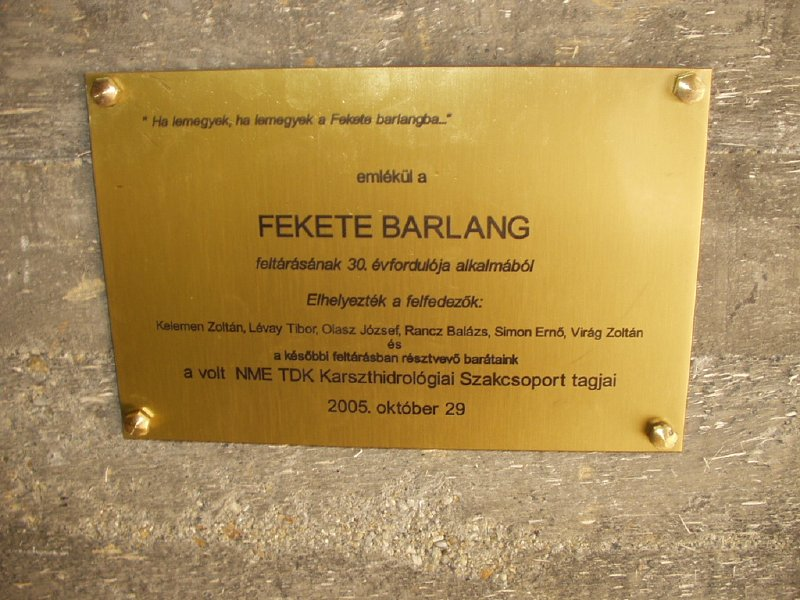
Fekete-barlang
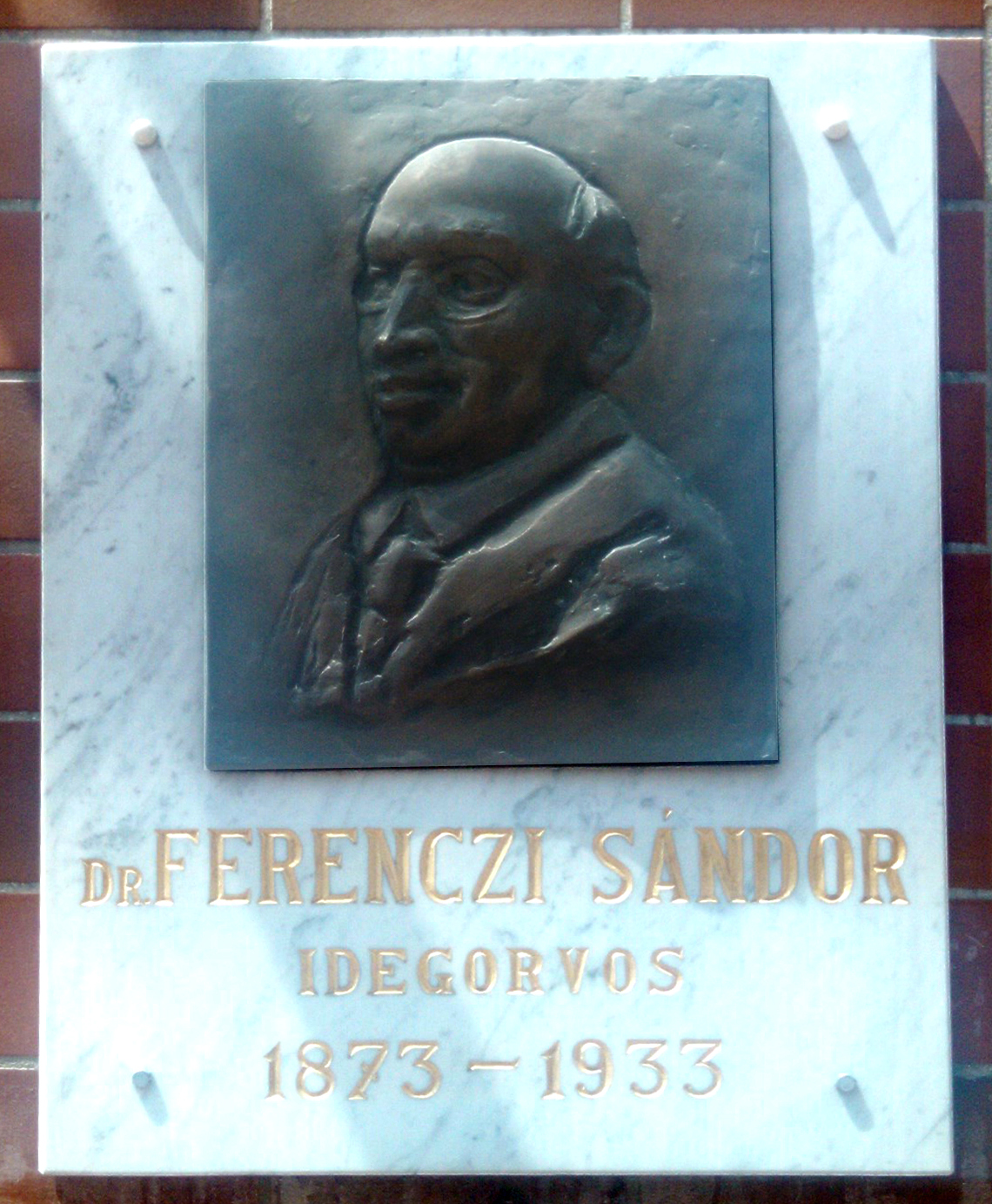
Ferenczi Sándor, Szigethy Mihály utca 8. alkotó: Máger Ágnes
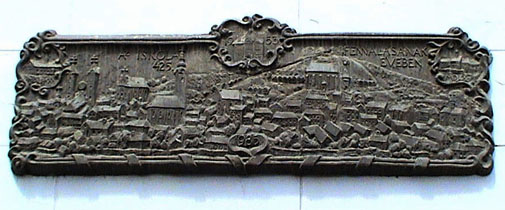
Földes Ferenc Gimnázium, Hősök tere 7.
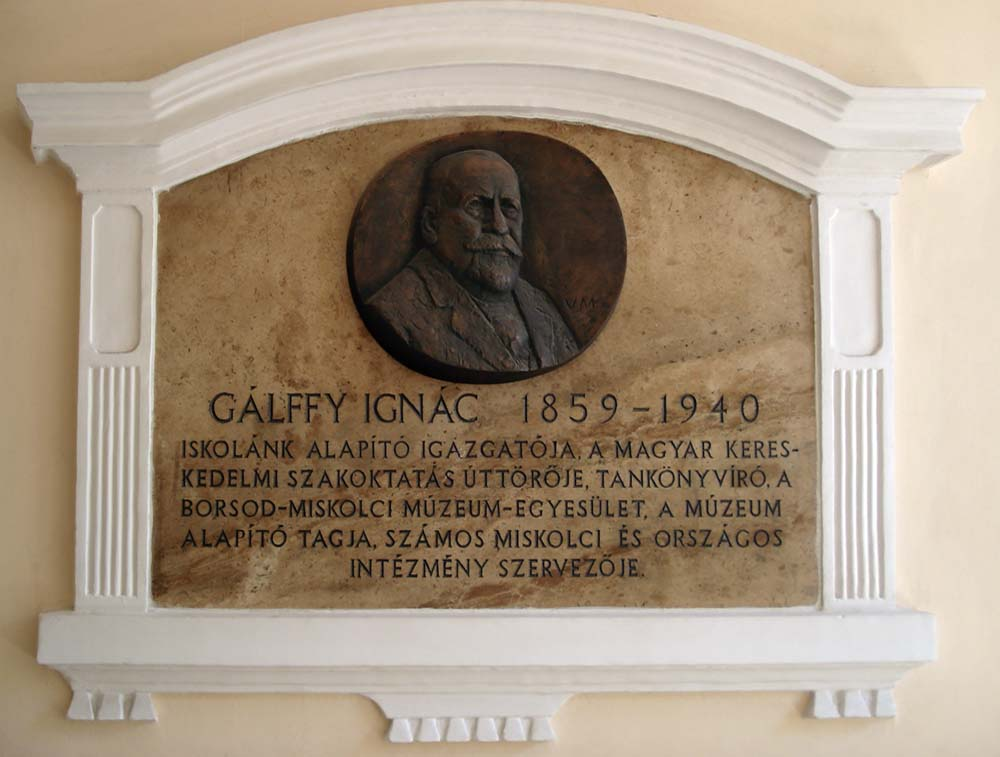
Gálffy Ignác, Hősök tere 1. alkotó: Varga Miklós
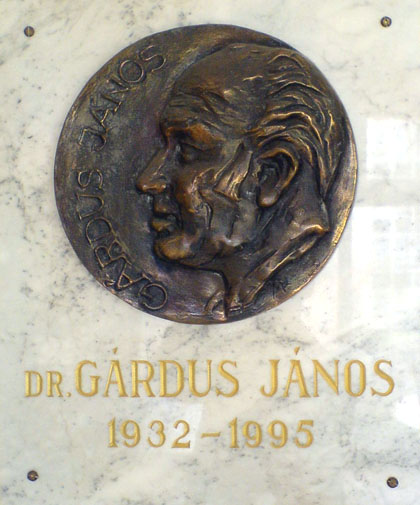
Gárdus János, Egyetem út, A/6 épület alkotó: Máger Ágnes
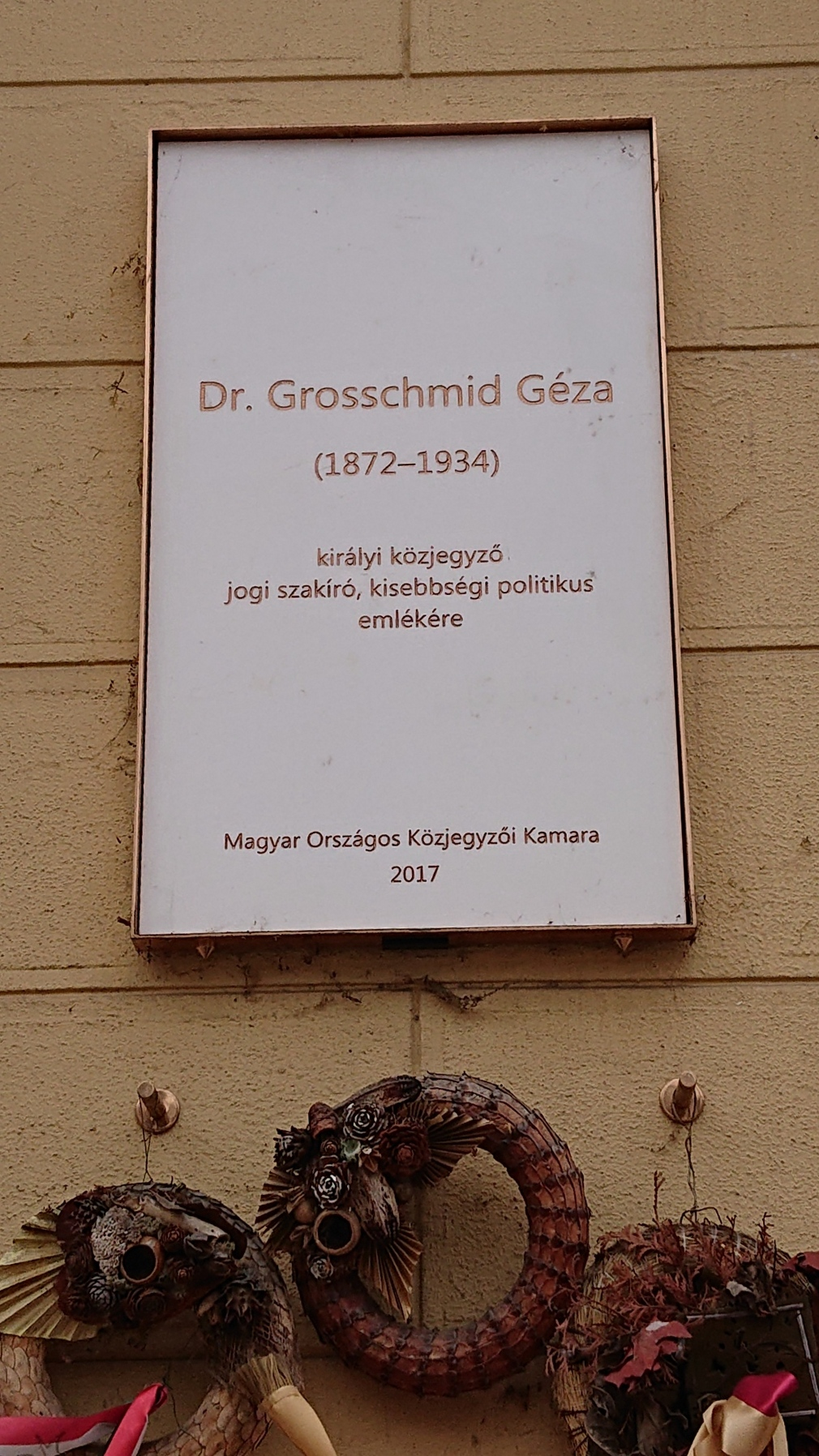
Grosschmid Géza, Városház tér 4.
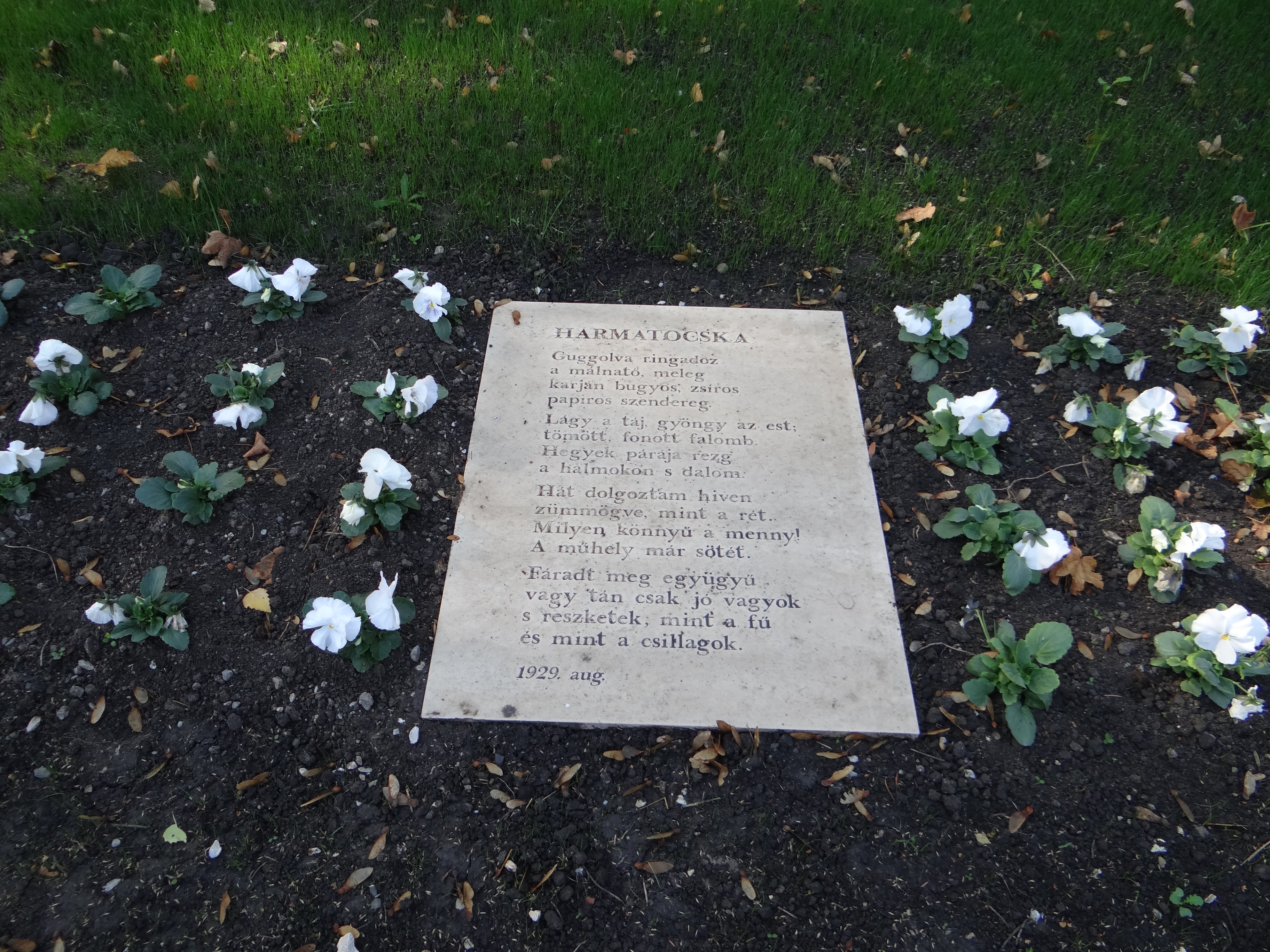
József Attila: Harmatocska, Erzsébet sétány 1. (Lillafüredi Palotaszálló)
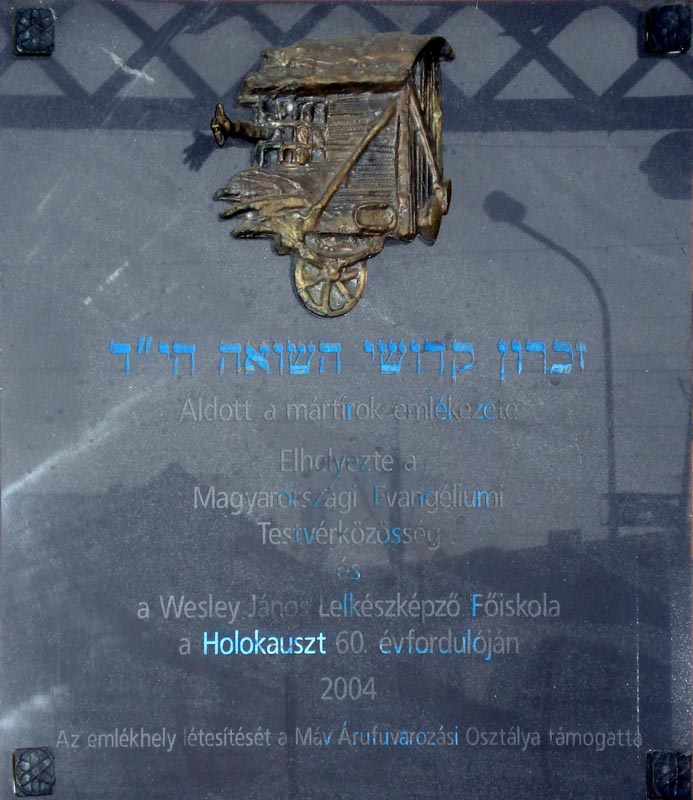
Holokauszt, Kandó Kálmán tér 1-3.
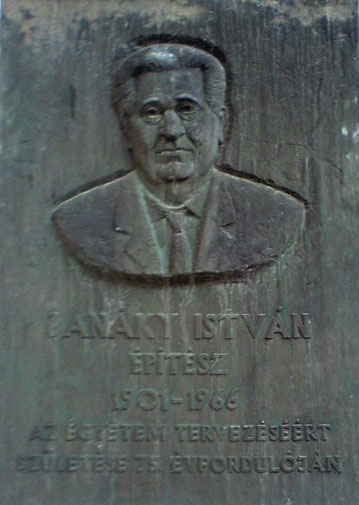
Janáky István, Egyetem út alkotó: Varga Miklós
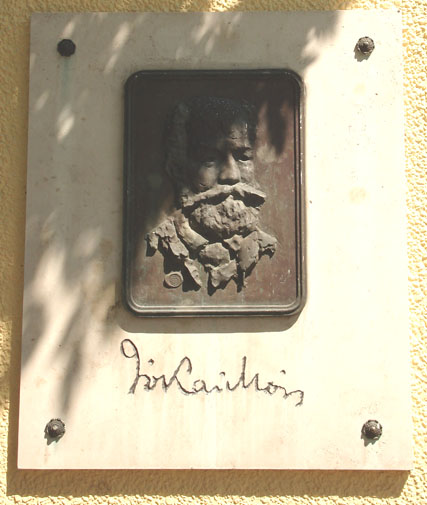
Jókai Mór, Pallos utca 1. alkotó: Szanyi Péter
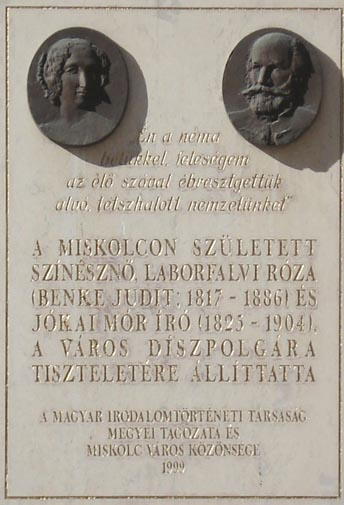
Jókai Mór és Laborfalvi Róza, Déryné utca 1.
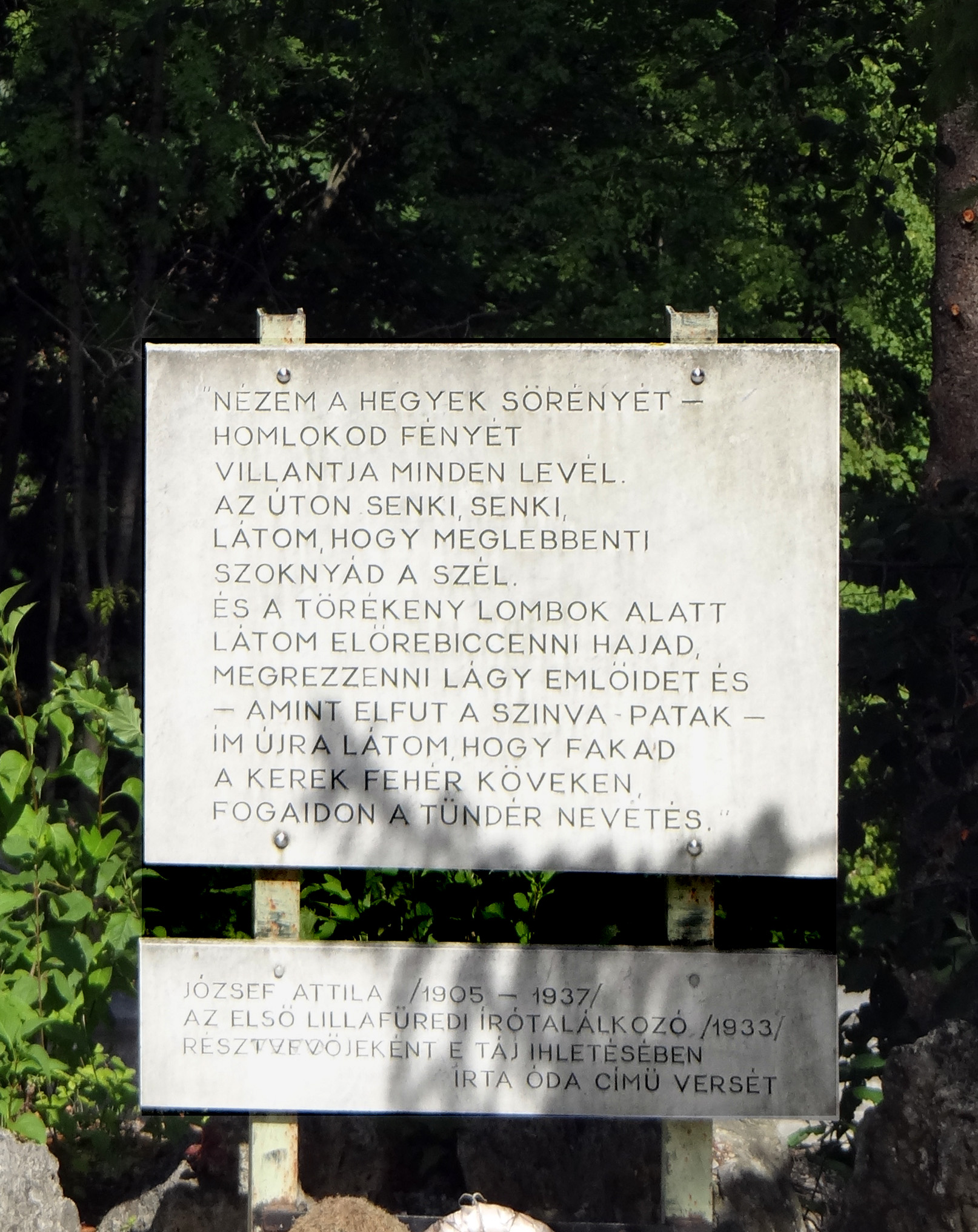
József Attila, Erzsébet sétány 1. (Lillafüredi Palotaszálló)
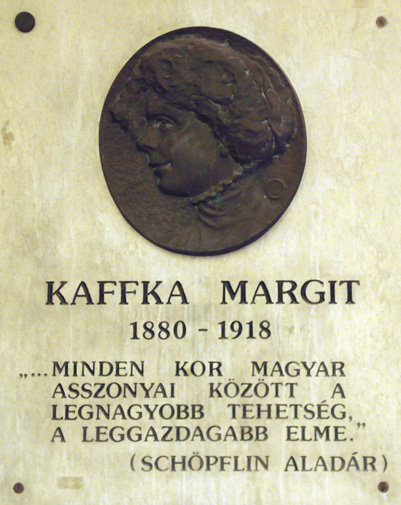
Kaffka Margit, Hunfalvy Pál utca 1. alkotó: Szanyi Péter
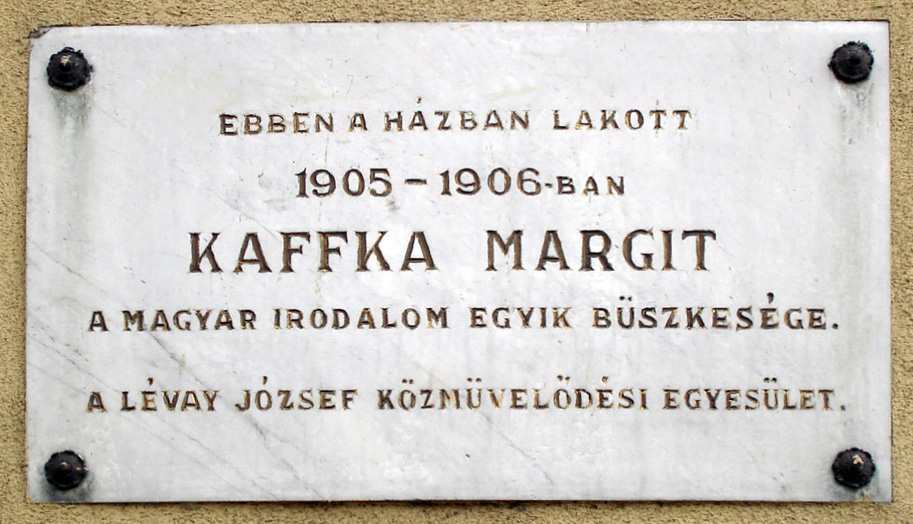
Kaffka Margit, Csabai kapu 25/A.
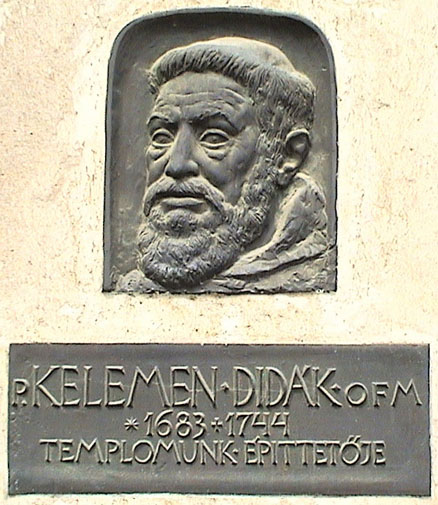
Kelemen Didák, Hősök tere 5/a alkotó: Tóth Sándor
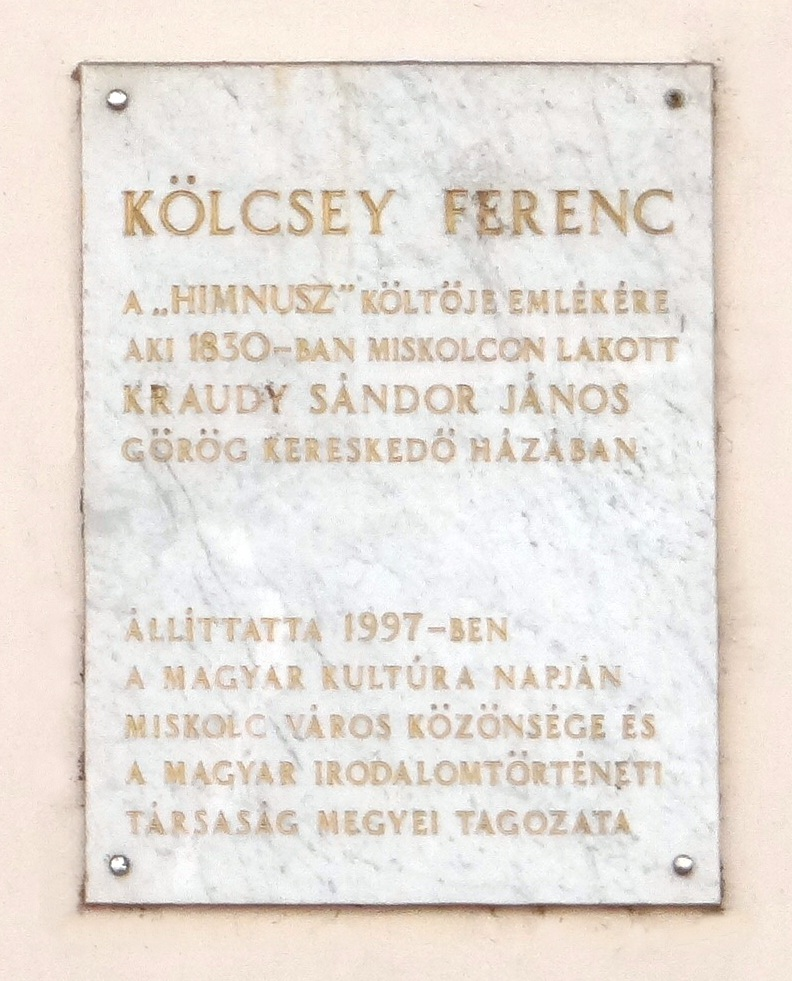
Kölcsey Ferenc, Széchenyi utca 38.
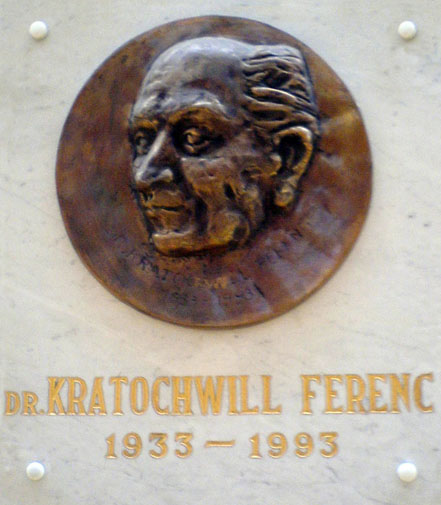
Kratochwill Ferenc, Egyetem út, A/6 épület alkotó: Máger Ágnes
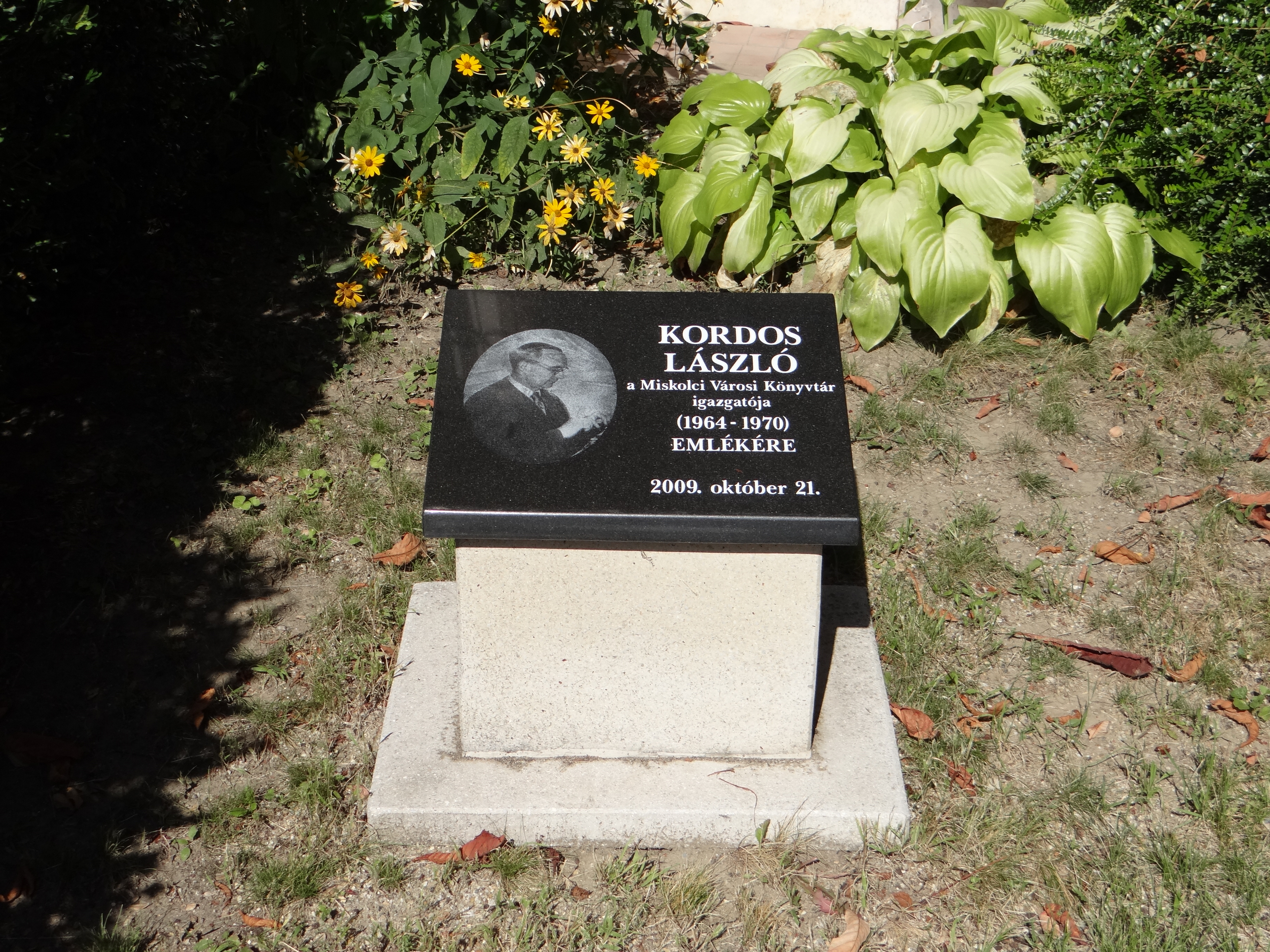
Kordos László, Mindszent tér 2.
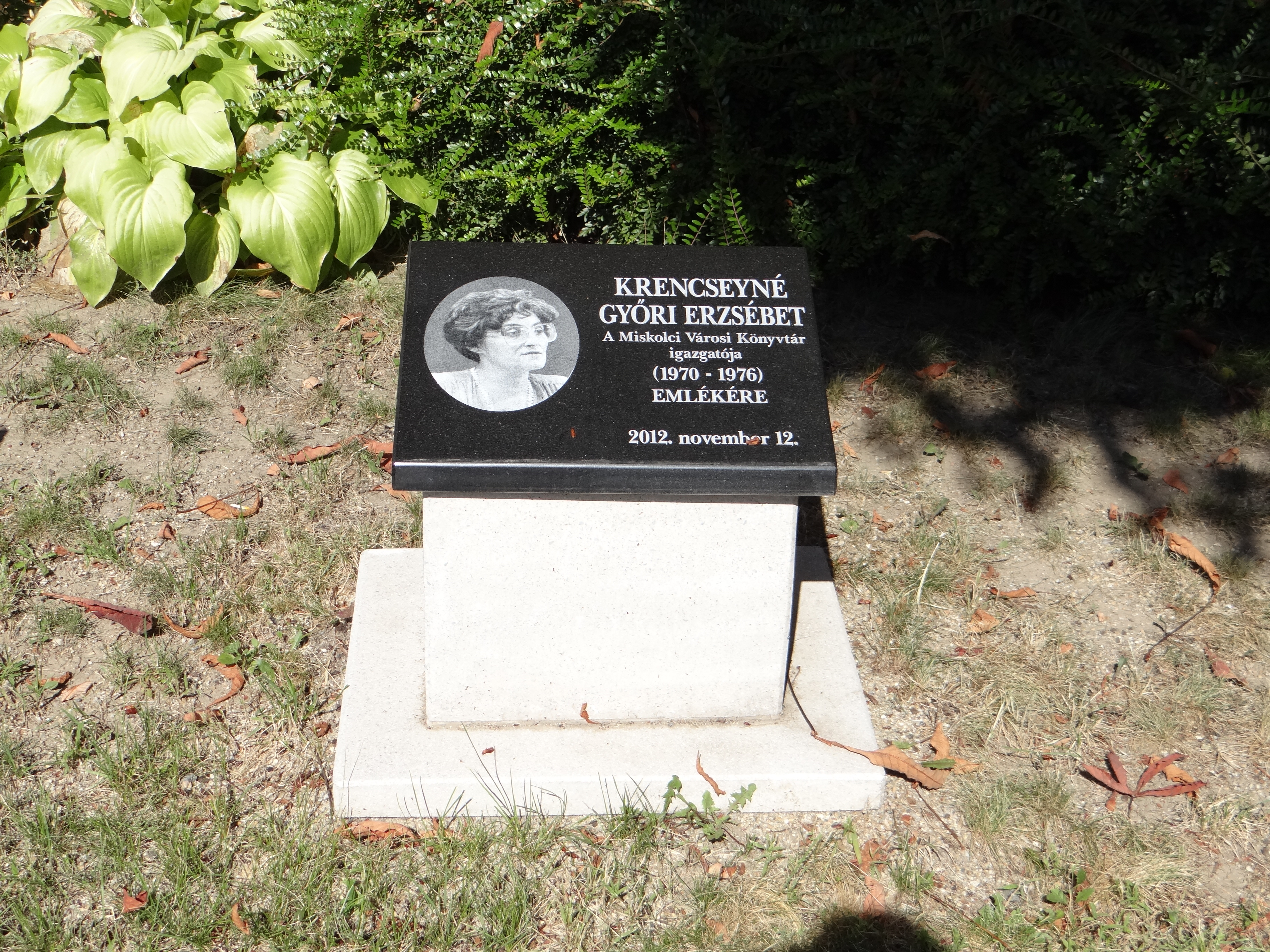
Krencseyné Győri Erzsébet, Mindszent tér 2.
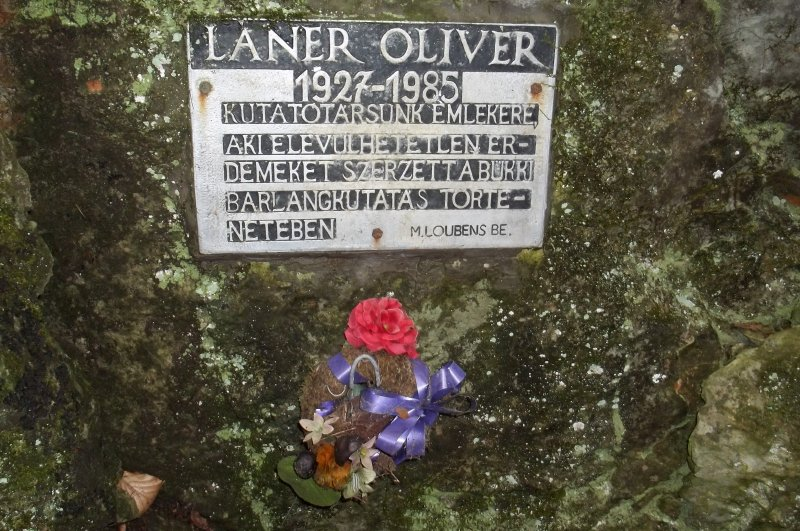
Láner Olivér, Szepesi–Láner-barlangrendszer
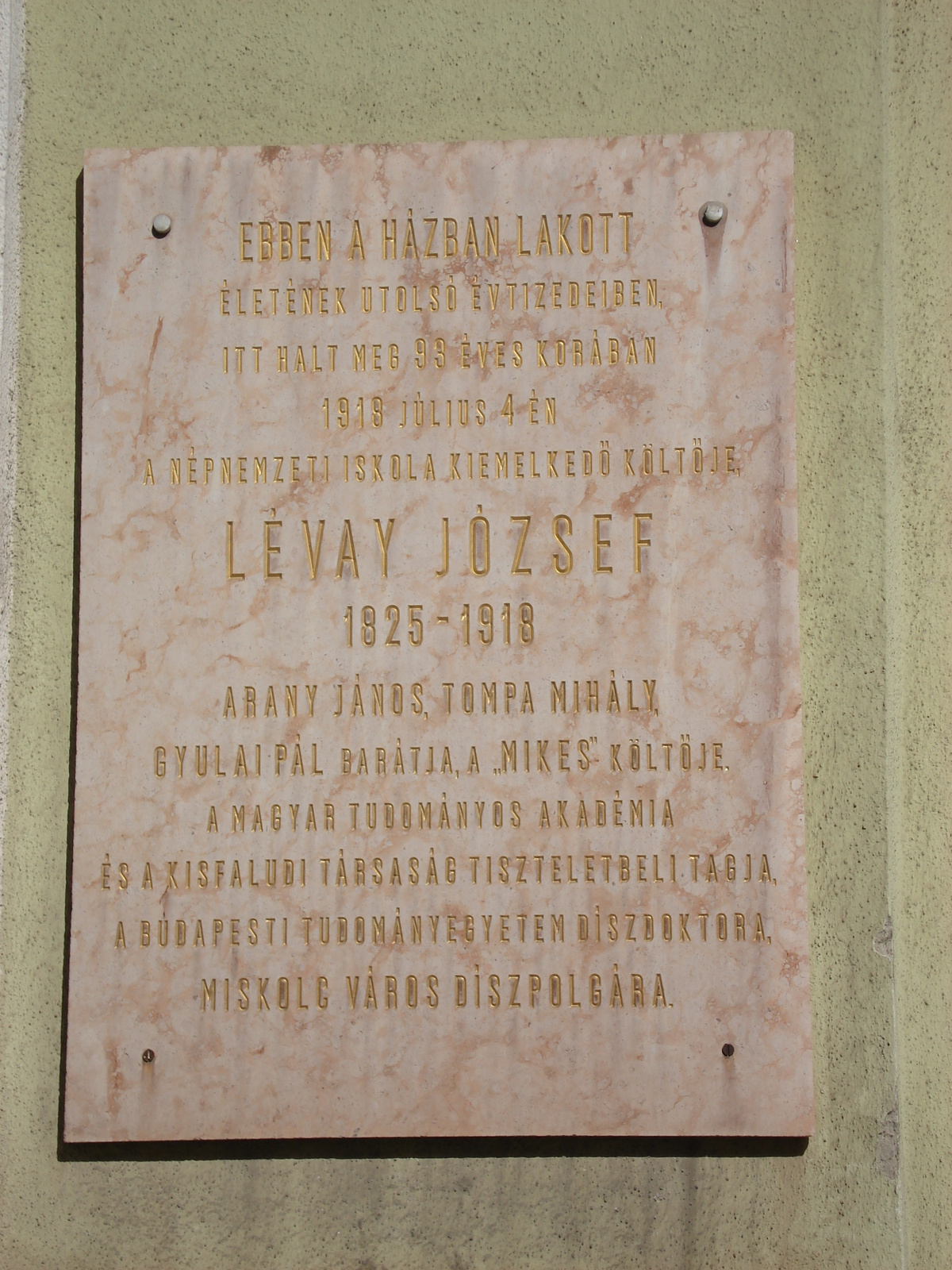
Lévay József, Hunyadi utca 4.
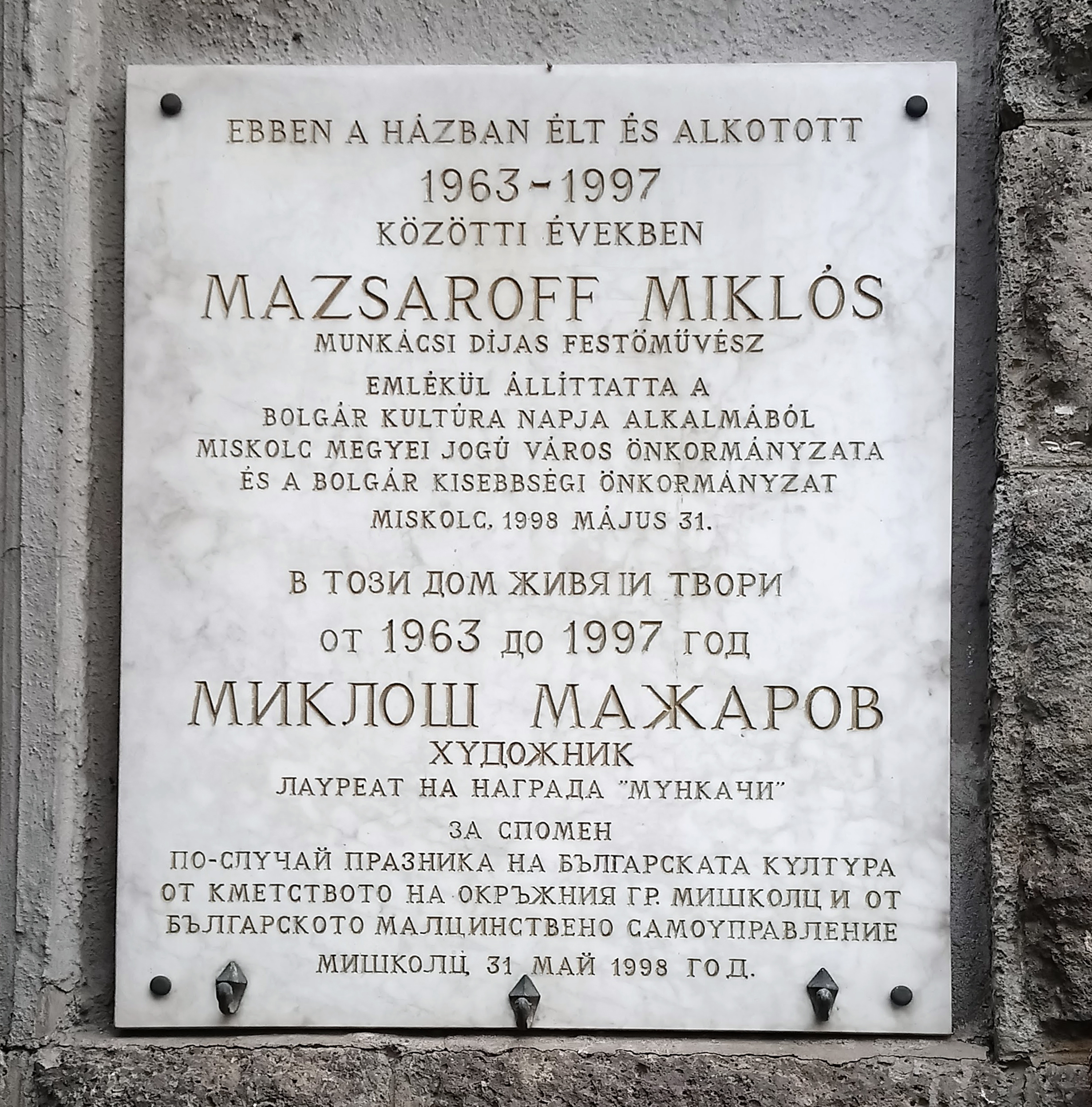
Mazsaroff Miklós, Soltész Nagy Kálmán utca 1.
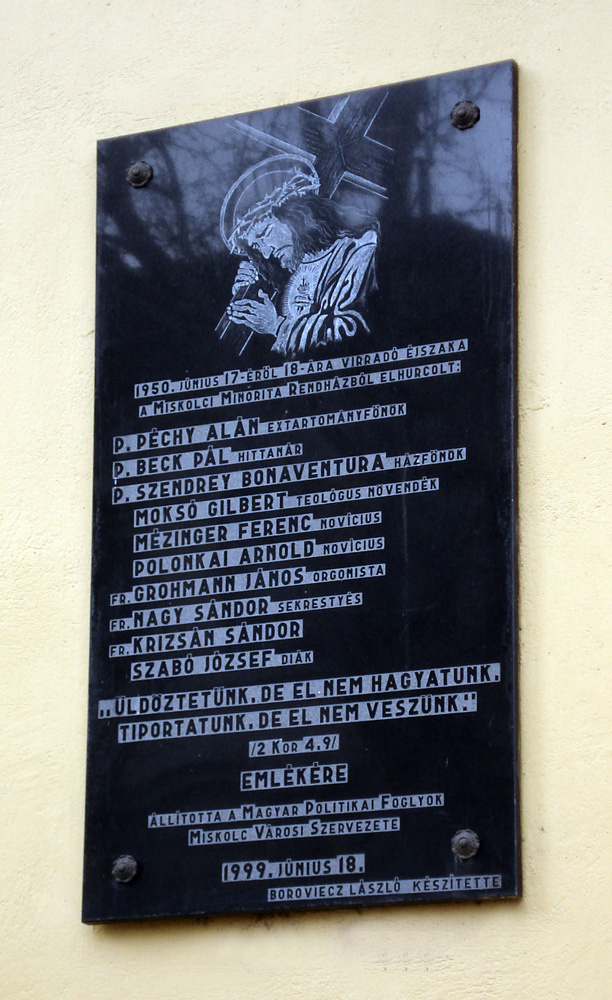
Minorita zárda, Hősök tere 7.
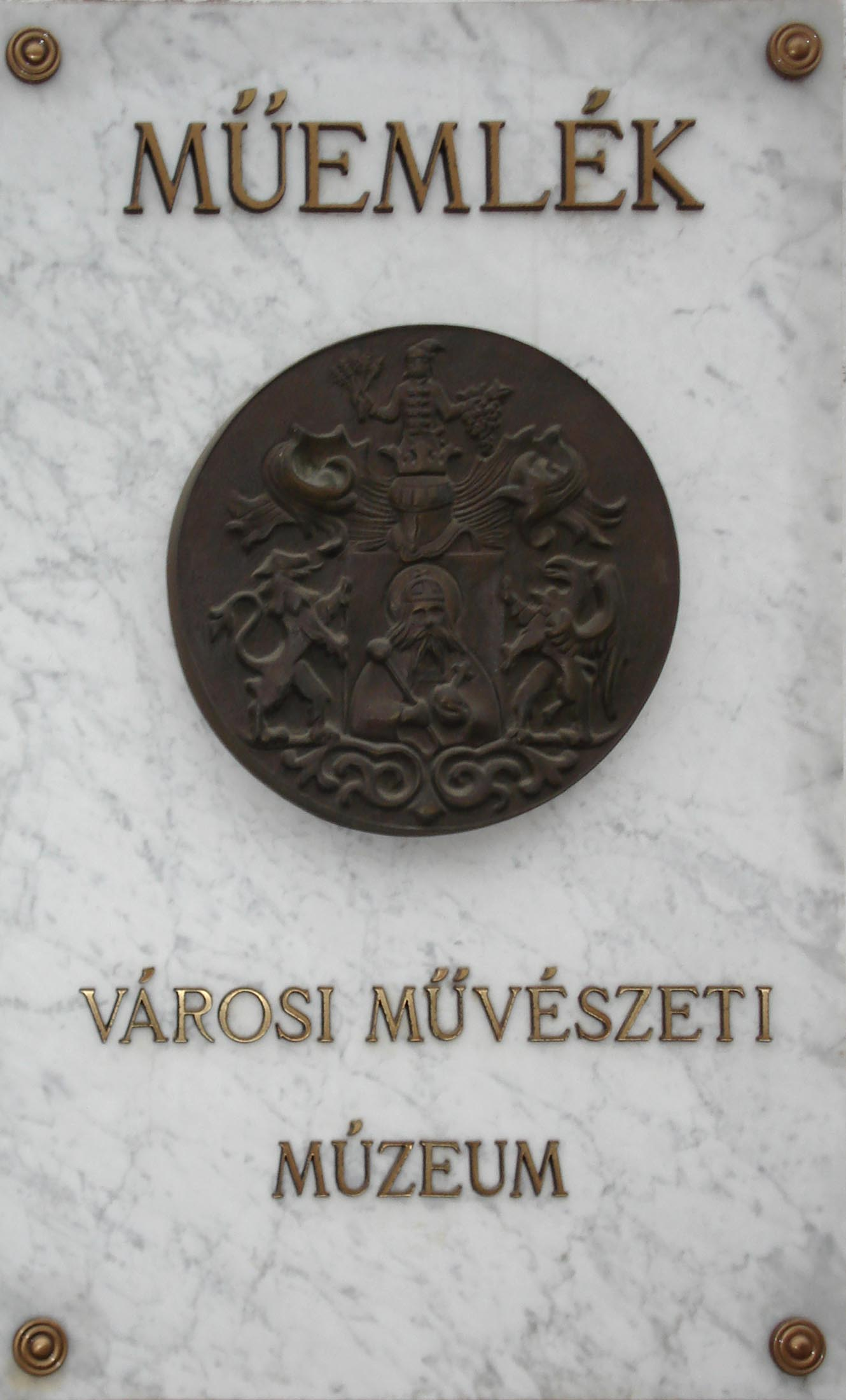
Miskolc címere, Rákóczi utca 2. alkotó: Jószay Zsolt
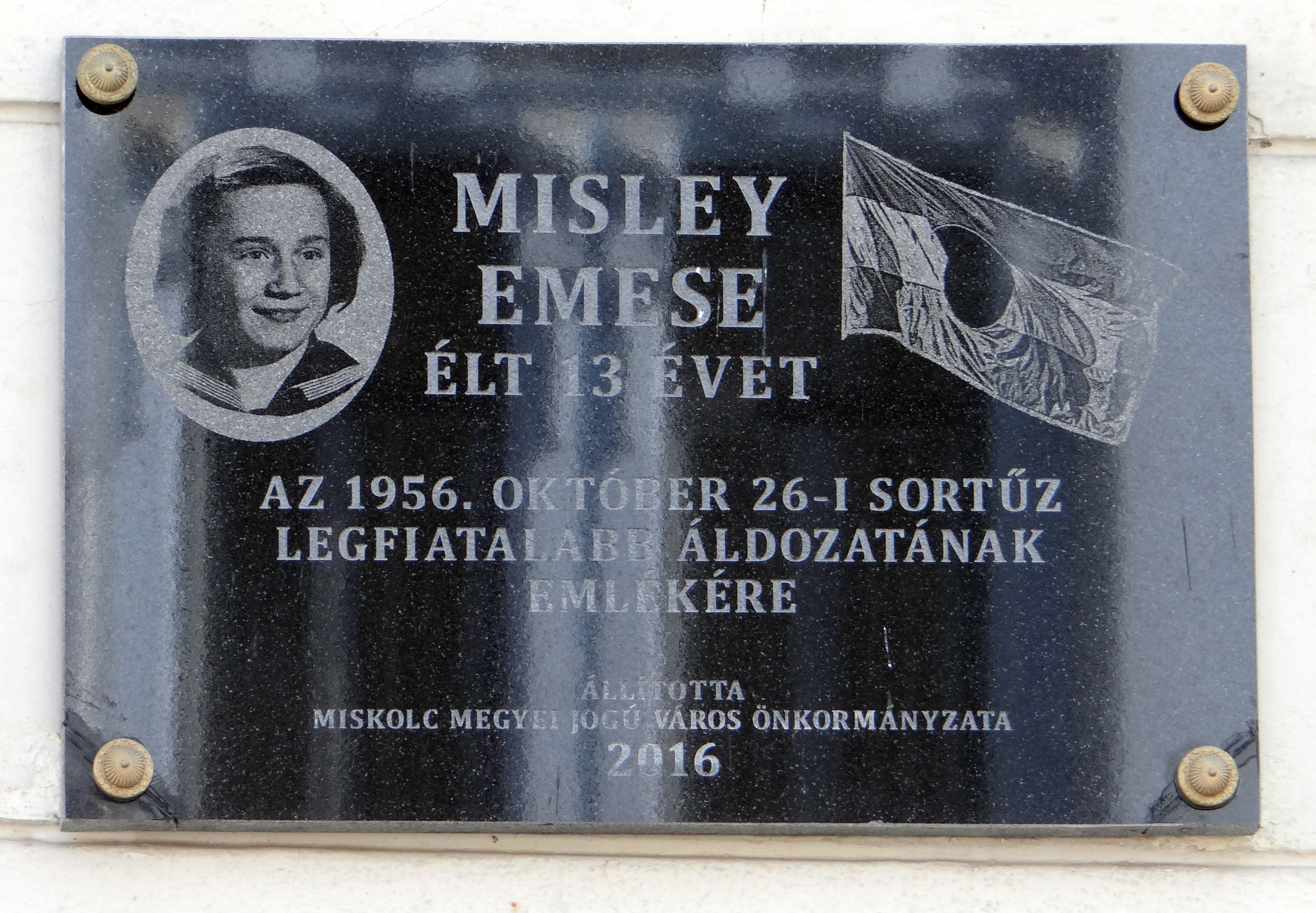
Misley Emese, az 1956-os sortűz áldozata, Munkácsy u. 1.
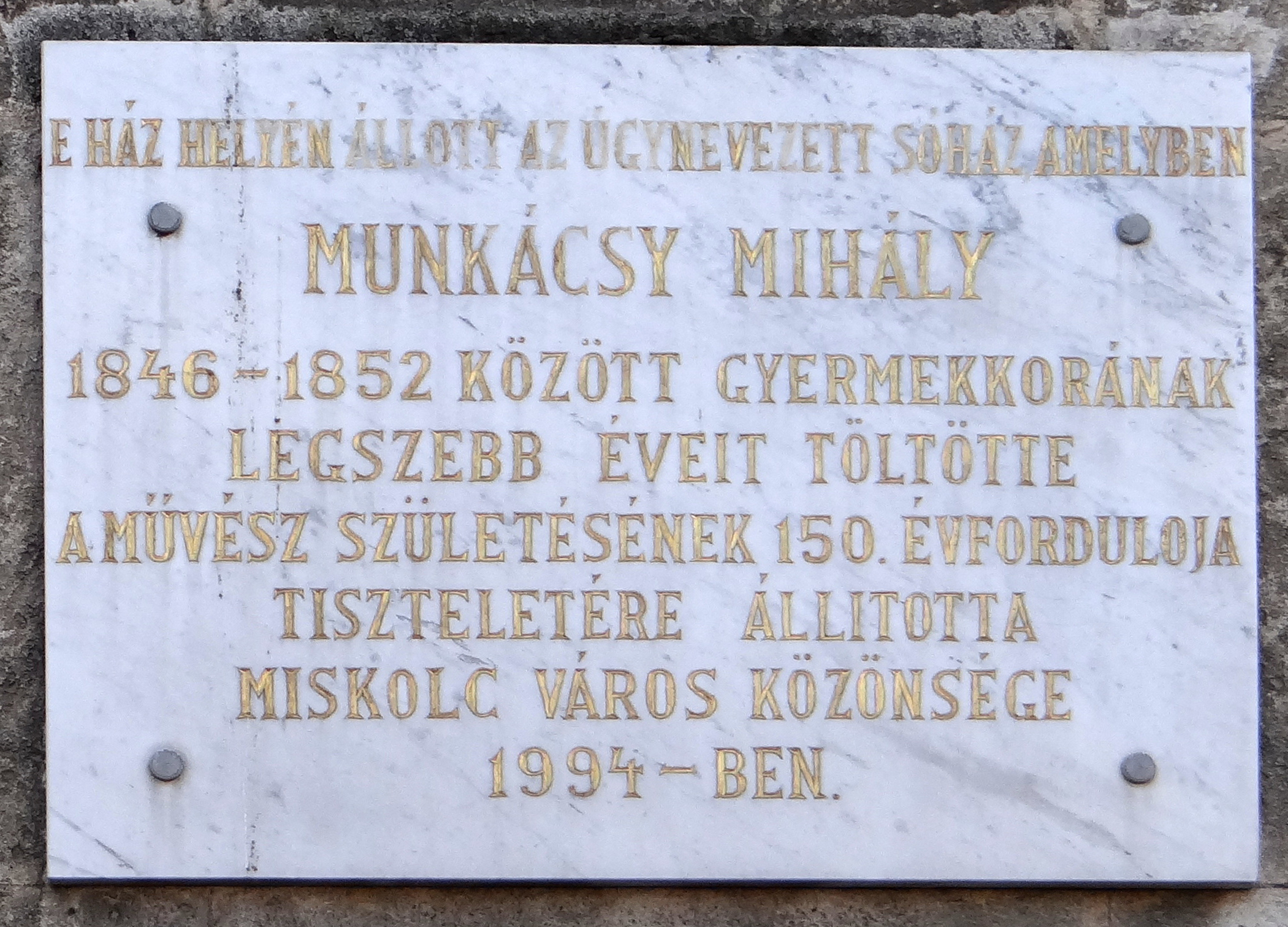
Munkácsy Mihály, Zsolcai kapu 32.
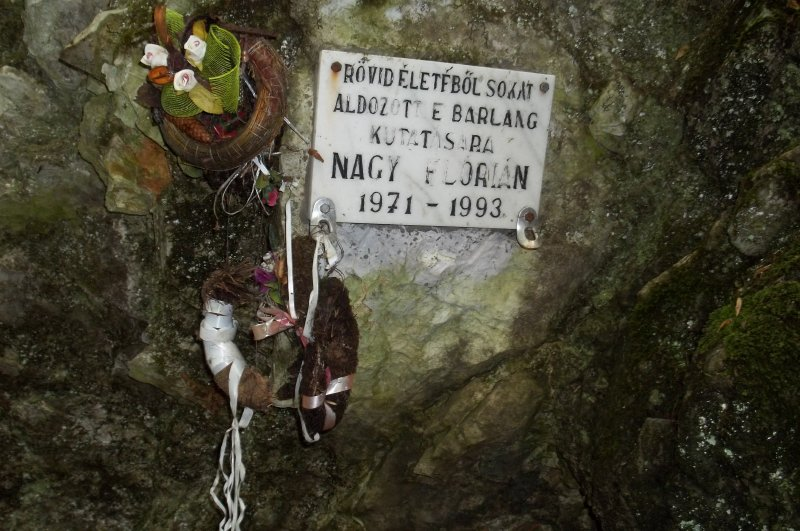
Nagy Flórián, Szepesi–Láner-barlangrendszer
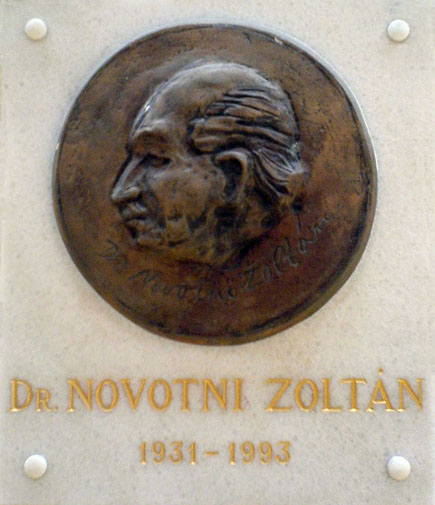
Novotni Zoltán, Egyetem út, A/6 épület alkotó: Máger Ágnes
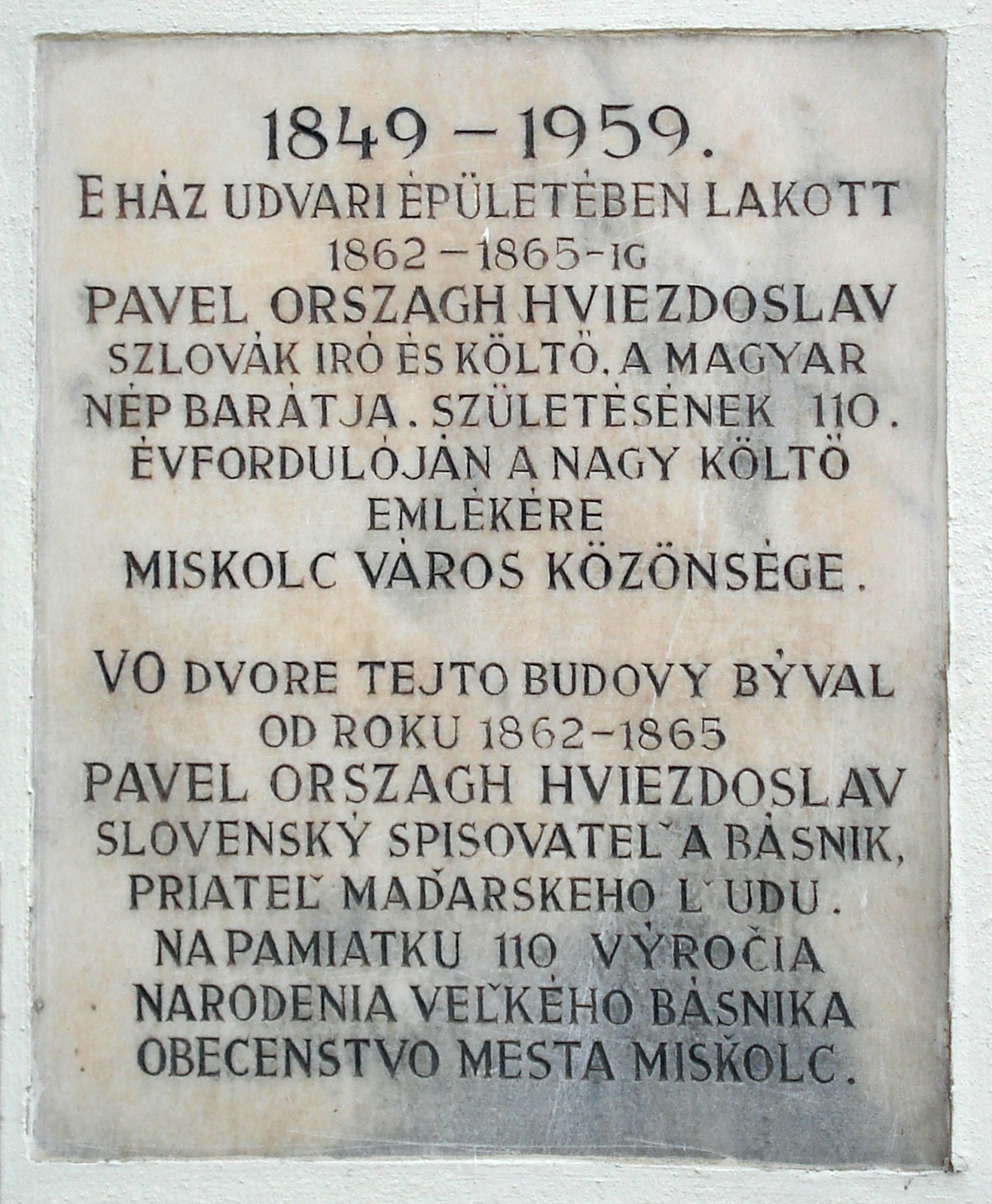
Pavel Országh-Hviezdoslav Széchenyi utca 16.
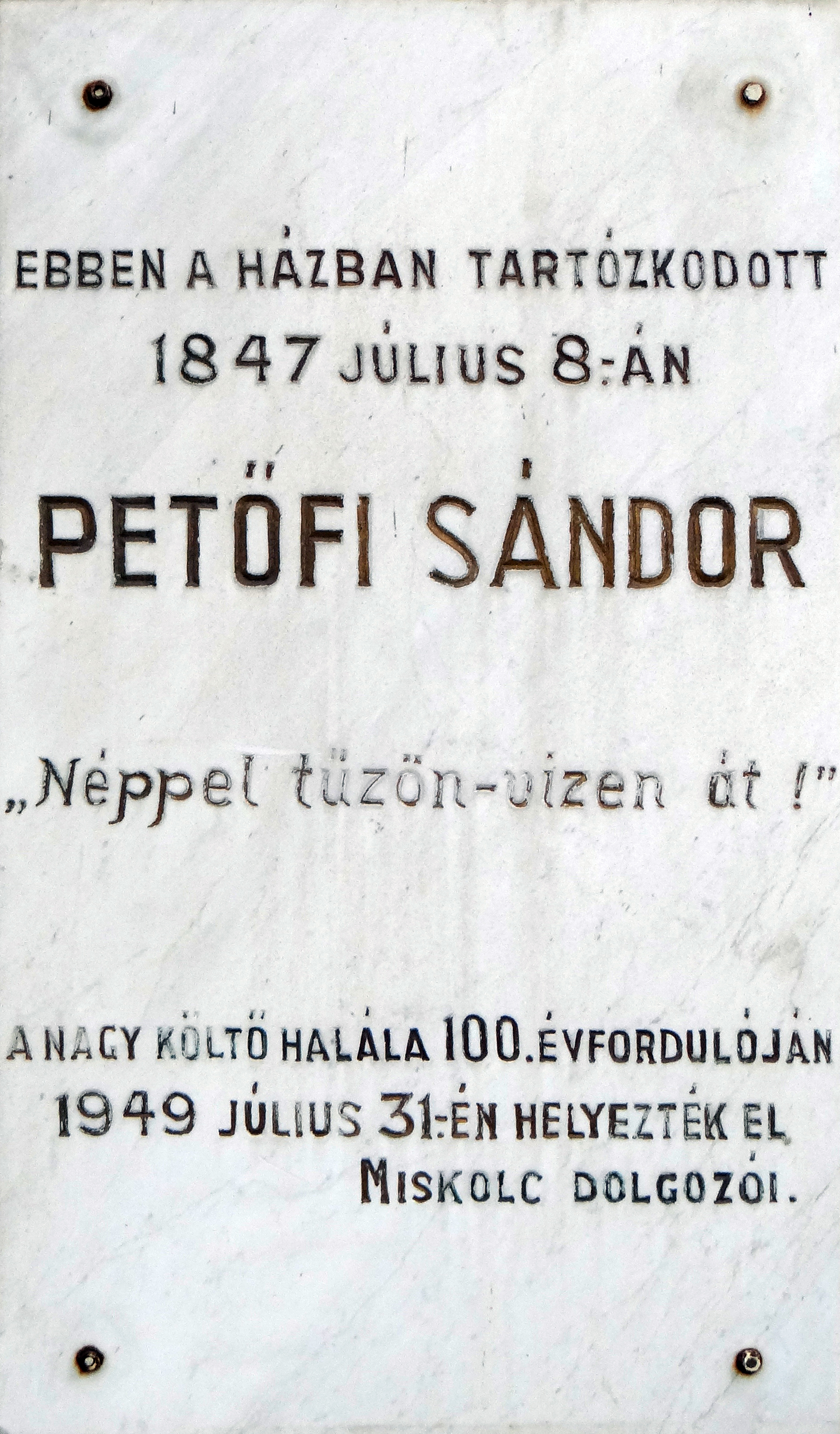
Petőfi Sándor Városház tér 5.
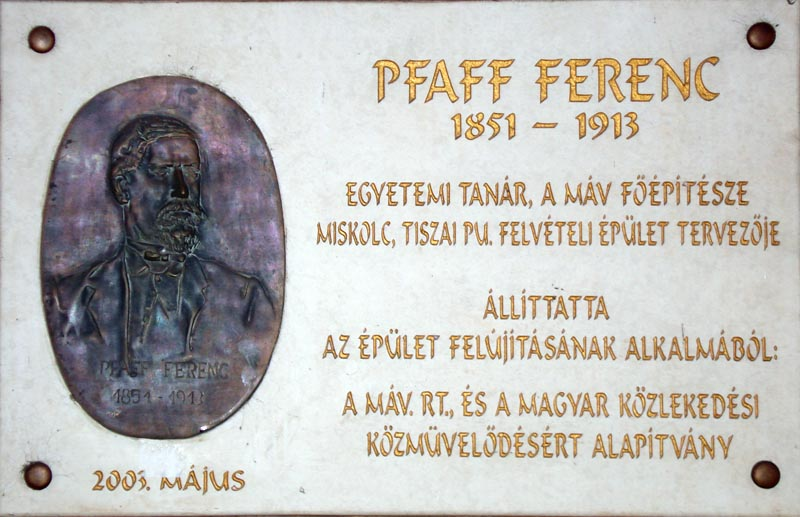
Pfaff Ferenc, Kandó Kálmán tér 1-3. (Tiszai pályaudvar) alkotó: Dóczy András
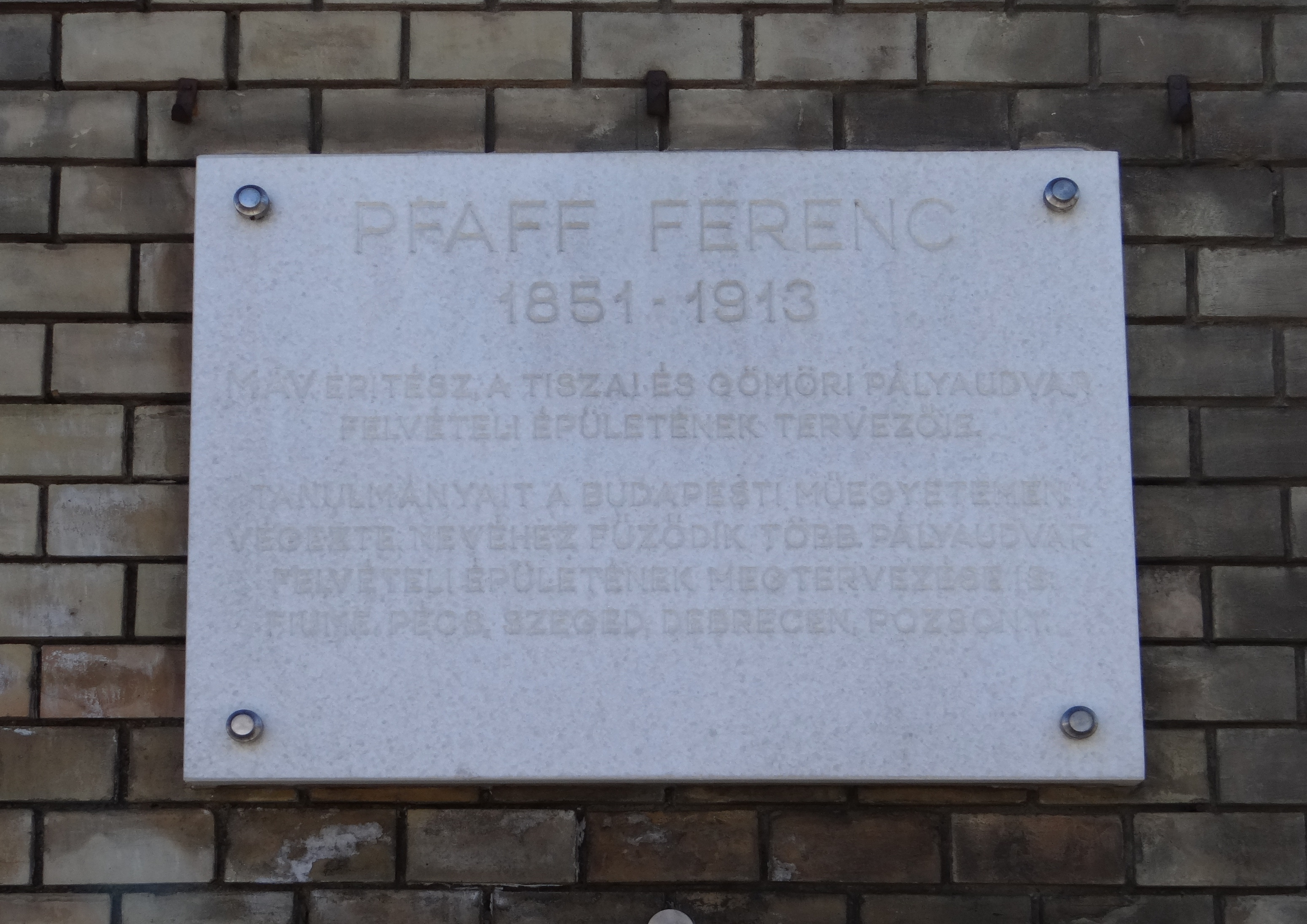
Pfaff Ferenc, Állomás utca 2. (Gömöri pályaudvar)
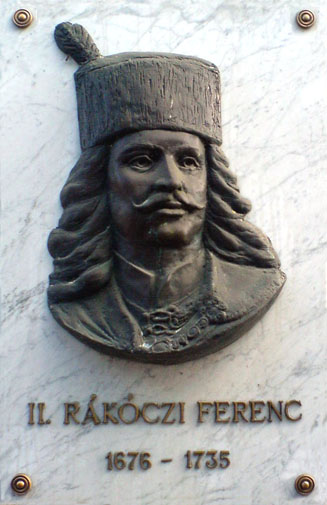
II. Rákóczi Ferenc, Rákóczi utca 2. alkotó: Jószay Zsolt
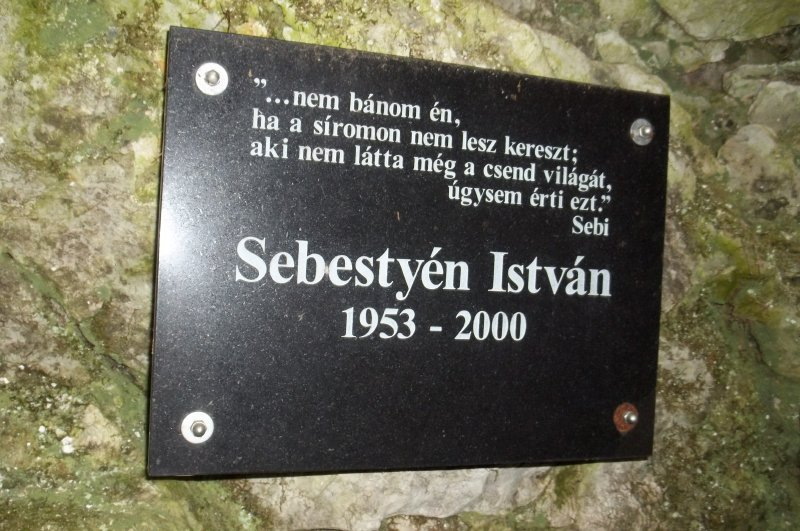
Sebestyén István, Szepesi–Láner-barlangrendszer
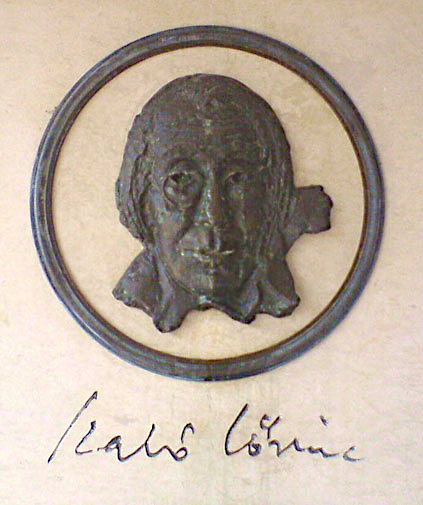
Szabó Lőrinc, Vörösmarty utca 76. alkotó: Szanyi Péter
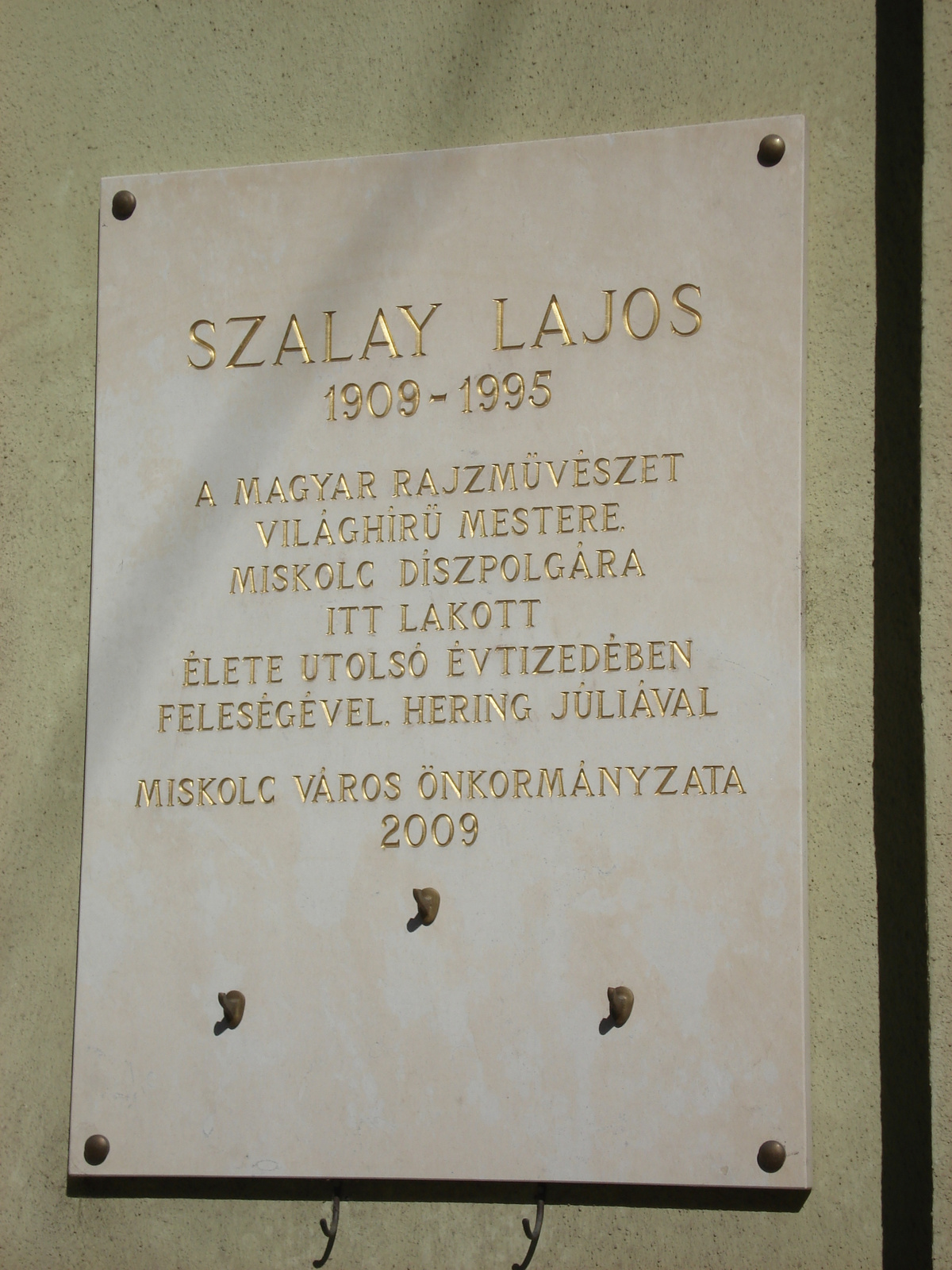
Szalay Lajos, Hunyadi utca 4.
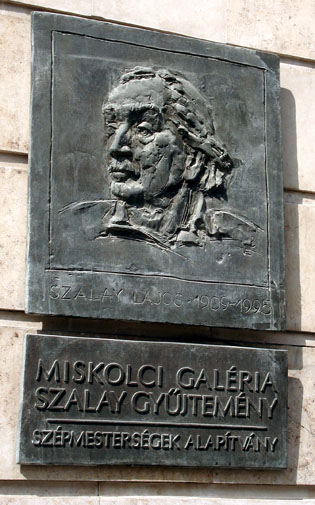
Szalay Lajos, Hunyadi utca 12. alkotó: Varga Éva
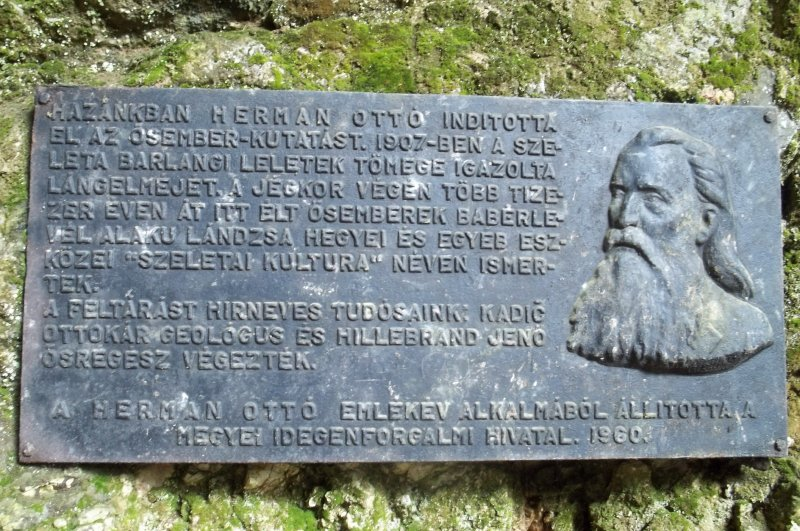
Szeleta-barlang
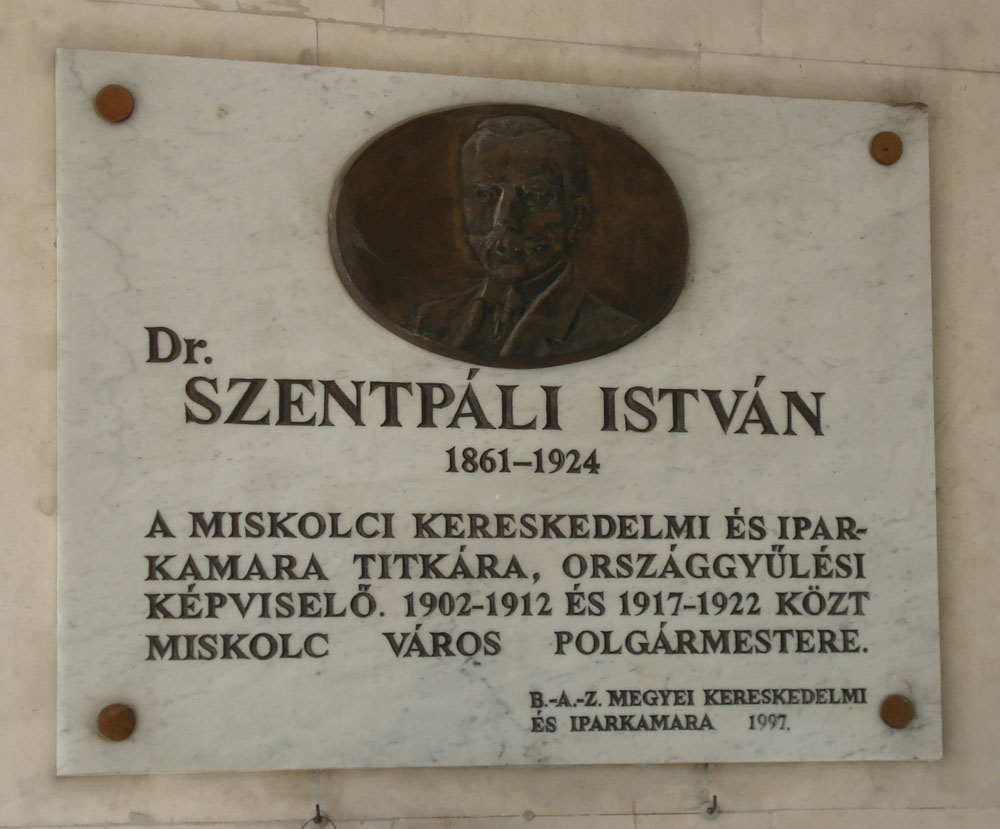
Szentpáli István, Szentpáli utca 1. alkotó: Varga Éva
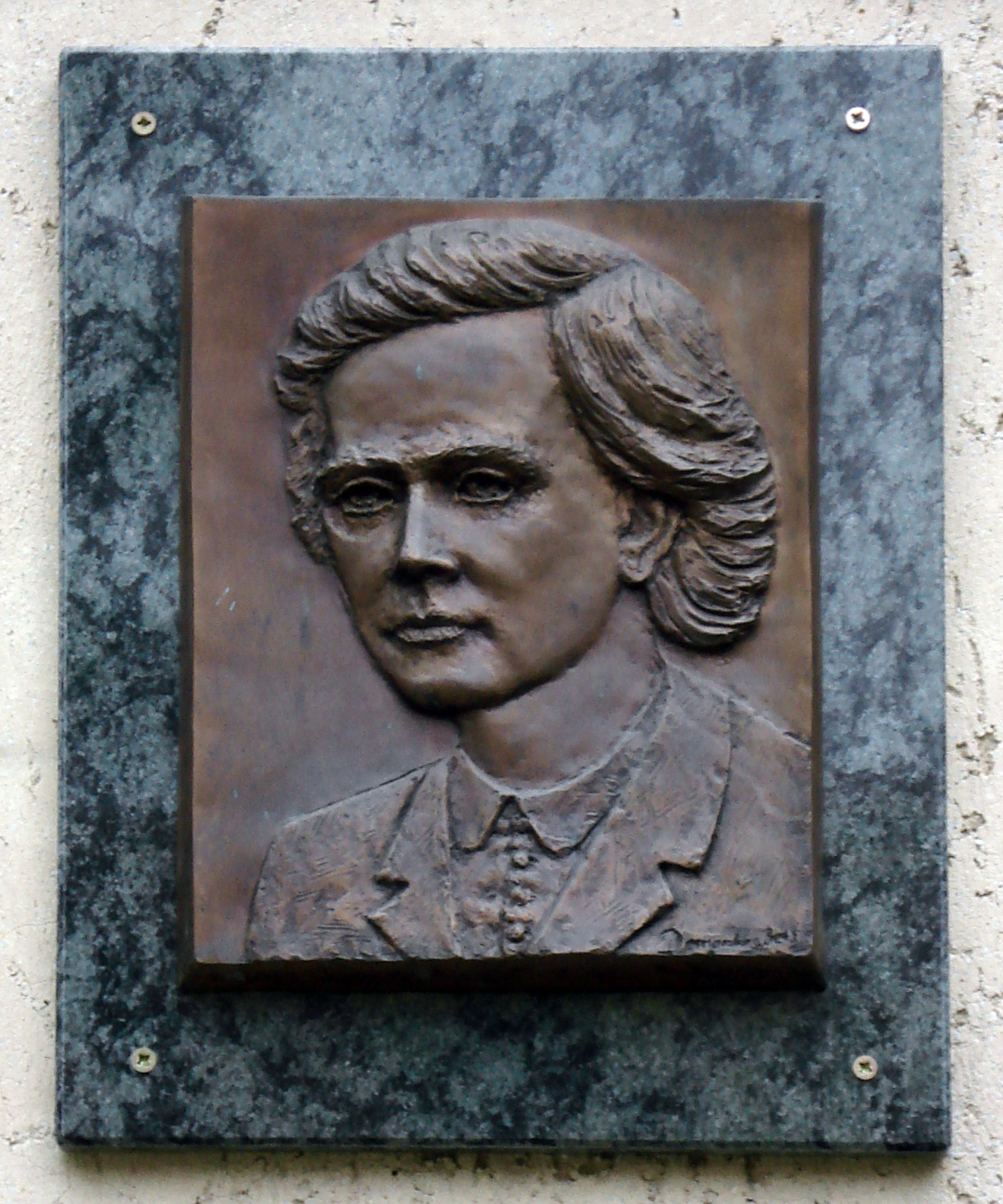
Tóth Ilona, Szentpéteri kapu, Tóth Ilona Orvosszálló alkotó: Domonkos Béla
Vándor Sándor, Városház tér 22.
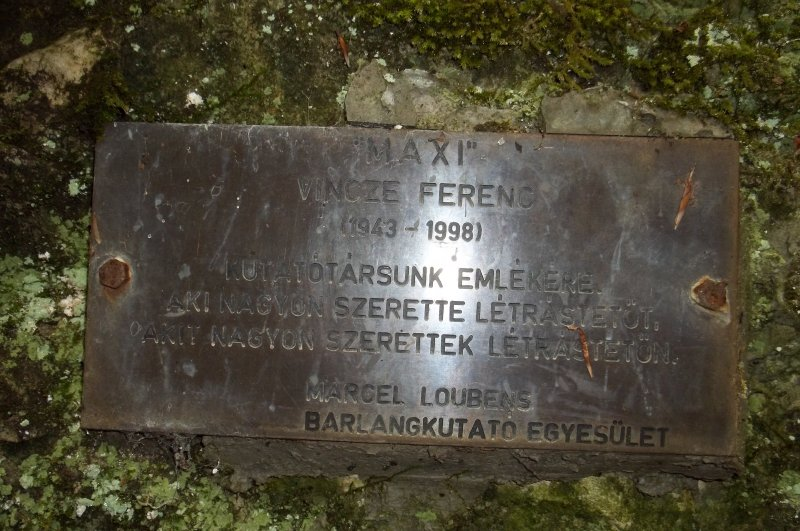
Vincze Ferenc, Szepesi–Láner-barlangrendszer
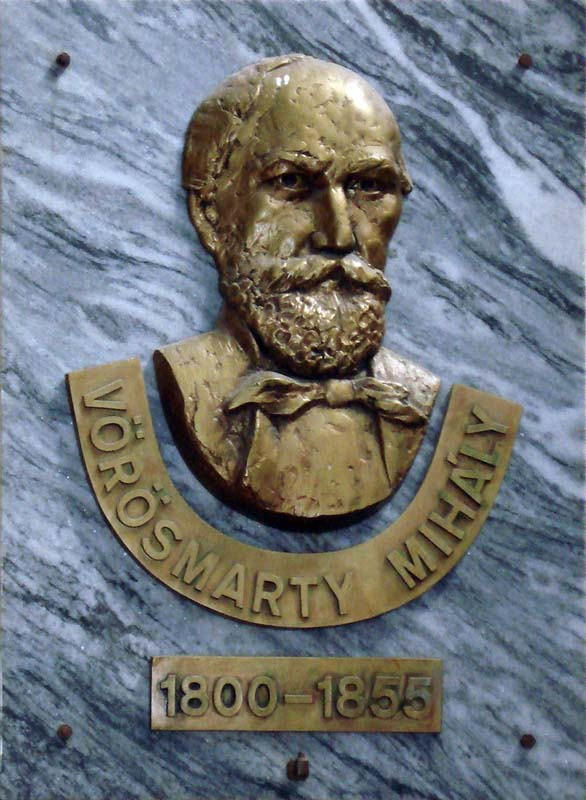
Vörösmarty Mihály, alkotó: Varga Éva
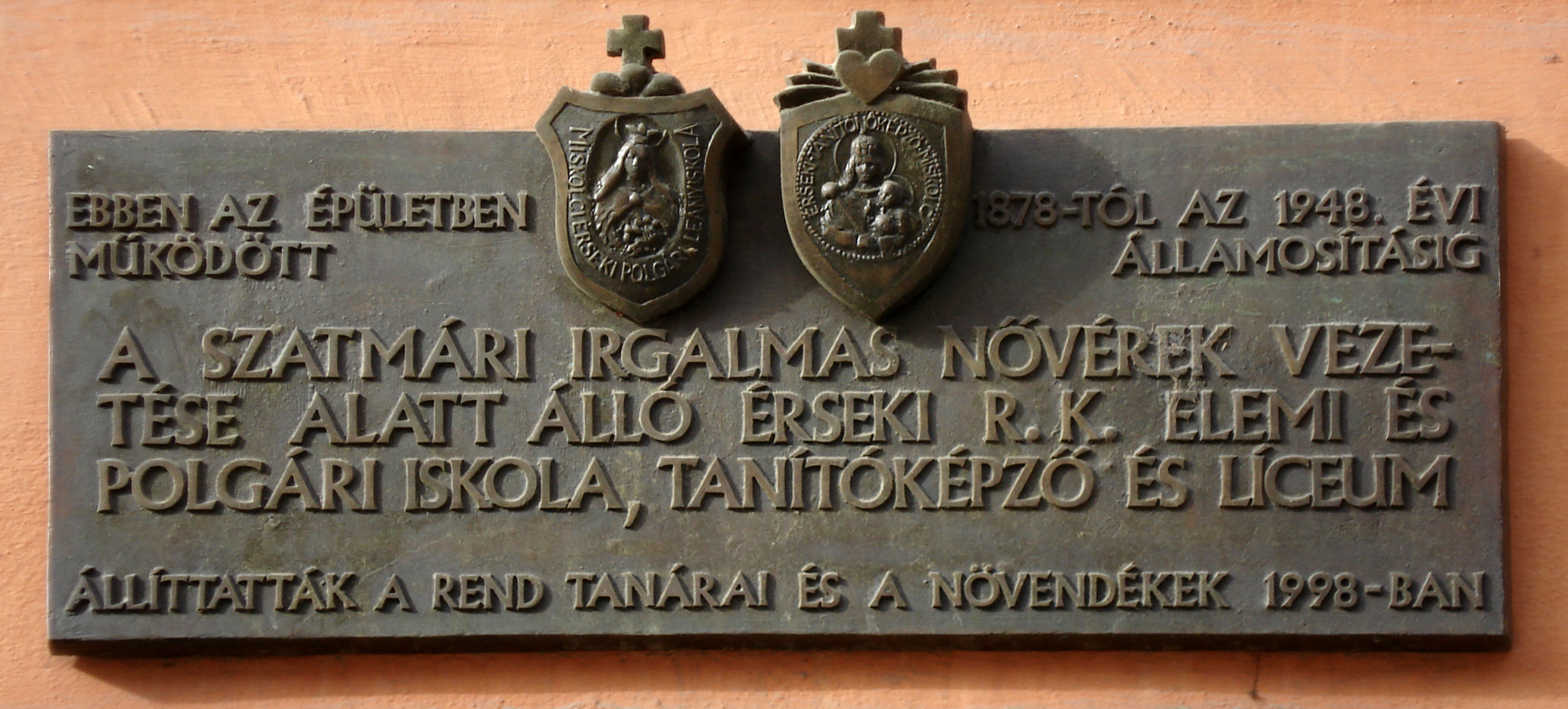
Zárdakápolna, Városház tér 6/a.
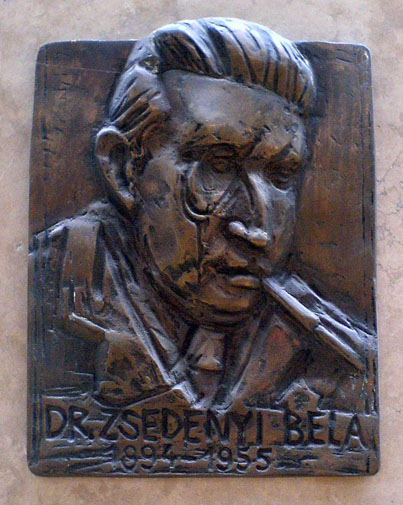
Zsedényi Béla, Egyetem út, A/6 épület alkotó: Máger Ágnes

## Utcaindex
| Állomás utca (2.) Pfaff Ferenc Csabai kapu (25/A.) Kaffka Margit Debreczeni Márton tér (1.) Debreczeni Márton Déryné utca (1.) Az első miskolci távíróállomás, Jókai Mór és Laborfalvi Róza Egyetem út (–) Janáky István (A/6 épület) Gárdus János, Kratochwill Ferenc, Novotni Zoltán, Zsedényi Béla Erzsébet sétány (1.) Harmatocska, József Attila (4.) Balogh Kálmán Gagarin utca (54.) Eötvös József Hősök tere (1.) Berzeviczy Gergely, Gálffy Ignác (5/a.) Kelemen Didák (7.) Földes Ferenc Gimnázium Hunfalvy Pál utca (1.) Kaffka Margit Hunyadi utca (4.) Szalay Lajos (12.) Szalay Lajos Jászi Oszkár utca (1.) Fáy András József Attila utca (20.) Budde Sándor és Pippig Frigyes Hősök tere (7.) Minorita zárda Hunyadi utca (4.) Lévay József, Szalay Lajos (7.) Bartók Béla (52.) Déryné Széppataki Róza Kandó Kálmán tér (1–3.) Holokauszt, Pfaff Ferenc Mátyás király utca (17.) Brunszvik Teréz Mindszent tér (2.) Kordos László, Krencseyné Győri Erzsébet | Munkácsy Mihály utca (1.) Misley Emese Pallos utca (1.) Jókai Mór Papszer (–) Avasi harangtorony Rácz Ádám utca (54–56.) Baross Gábor Rákóczi utca (2.) Miskolc címere, II. Rákóczi Ferenc Soltész Nagy Kálmán utca (1.) Mazsaroff Miklós (5.) Barnaszén bányászat Széchenyi utca (10.) Aszalay Ferenc (16.) Pavol Országh-Hviezdoslav (38.) Kölcsey Ferenc Szentpáli utca (1.) Szentpáli István Szentpéteri kapu (72–76.) Tóth Ilona Szigethy Mihály utca (8.) Ferenczi Sándor Téglagyári utca (3.) Fazola Henrik Tizeshonvéd utca (21.) 10-es honvédek Vár utca (24.) Déryné Széppataki Róza Városház tér (4.) Grosschmid Géza (5.) Petőfi Sándor (6/a.) Zárdakápolna (22.) Vándor Sándor Vásárhelyi István sétány (–) Fazola Frigyes Vörösmarty utca (76.) Szabó Lőrinc Zsolcai kapu (32.) Munkácsy Mihály (Hatvanötösök útja sarok) Az 1956-os sortűz áldozatai |